# Marsberg

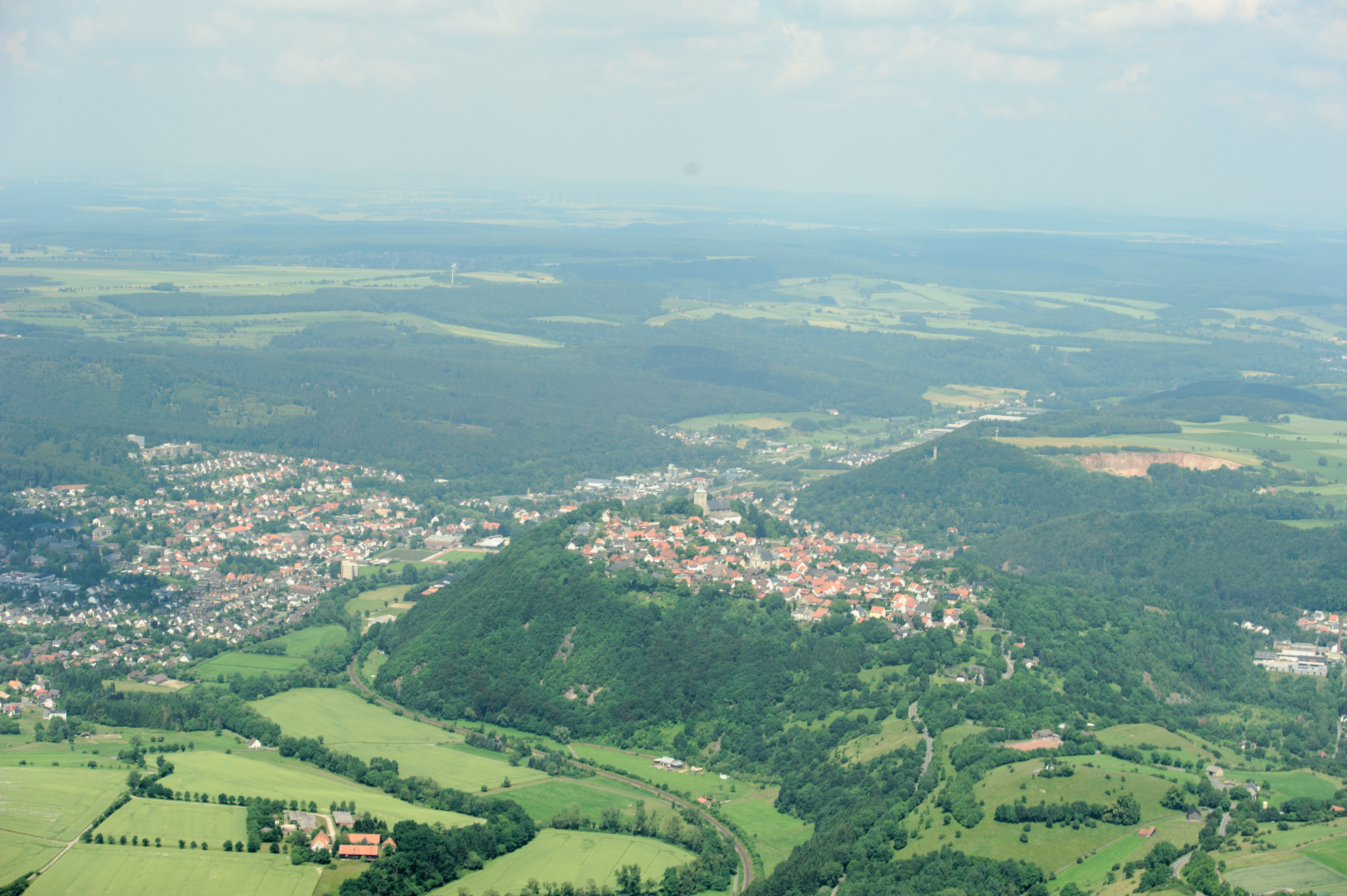
Marsberg/Obermarsberg

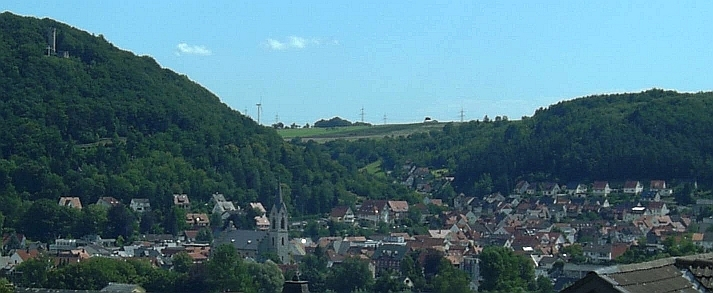
Marsberg

Marsberg ist eine Kleinstadt im nordöstlichsten Teil des Sauerlandes, Hochsauerlandkreis (Nordrhein-Westfalen, Deutschland). Sie entstand in der heutigen Form 1975 im Zuge der kommunalen Neugliederung Nordrhein-Westfalens aus Obermarsberg (früher, insbesondere im 17. und 18. Jahrhundert: Stadtberge, noch im Plattdeutschen gebräuchlich) und Niedermarsberg (früher Horhusen) sowie weiteren, bis dahin selbstständigen, Gemeinden.
In Obermarsberg soll mit der Irminsul auf der Eresburg das wichtigste Heiligtum der Sachsen gestanden haben. Nach deren Zerstörung durch Karl den Großen entstand an dieser Stelle eines der ältesten Klöster in Westfalen, das später an das Kloster Corvey fiel. Niedermarsberg entwickelte sich zu einem Handelsort, war aber politisch abhängig von Obermarsberg. Bedeutend war in der Gegend seit dem frühen Mittelalter der Bergbau und die Verarbeitung von Erzen.

## Geografie

### Lage
Marsberg liegt rund 29 km südlich von Paderborn und 3 km (beides Luftlinie) von der hessischen Grenze entfernt im Tal der Diemel, in die in der Kernstadt die Glinde mündet. Es befindet sich zwischen den Briloner Höhen im Westen, dem Sintfeld im Norden, dem Roten Land im Osten und Süden und dem Naturpark Diemelsee im Südwesten. Nördlich von Marsberg grenzt der Naturpark Teutoburger Wald / Eggegebirge an.
Während die Innenstadt auf etwa 250 bis 255 m ü. NN mit dem Bahnhof Marsberg auf 249,8 m ü. NN liegt, dehnt sich das Stadtgebiet zwischen 206 m im Diemeltal östlich von Westheim und 594,6 m Höhe am Eisenberg östlich der Staumauer des Diemelsees aus. Große Bereiche des nördlichen Stadtgebiets und verschiedene kleinere Gebiete im Rest der Stadt gehören seit 2023 zum Vogelschutzgebiet Diemel- und Hoppecketal mit angrenzenden Wäldern.

### Ausdehnung des Stadtgebiets
Die Stadt umfasst eine Fläche von 182 km² (Stand 2002). Von diesen 18.201,3 ha entfallen 838,4 ha auf Gebäude und Freiflächen, 42,6 ha auf Betriebsflächen, 9086 ha auf landwirtschaftliche Flächen, 7135 ha auf Wald und 166,8 ha auf Wasserflächen.

### Nachbargemeinden
Die Nachbargemeinden von Marsberg sind:
| - Bad Arolsen - Bad Wünnenberg - Brilon - Diemelsee | - Diemelstadt - Lichtenau - Warburg |

### Stadtgliederung
Marsberg gliedert sich in die 17 Stadtbezirke
| - Beringhausen - Borntosten - Bredelar - Canstein - Erlinghausen - Essentho | - Giershagen - Heddinghausen - Helminghausen - Leitmar - Meerhof - Niedermarsberg | - Obermarsberg - Oesdorf - Padberg - Udorf - Westheim |

### Geologie und Erdgeschichte

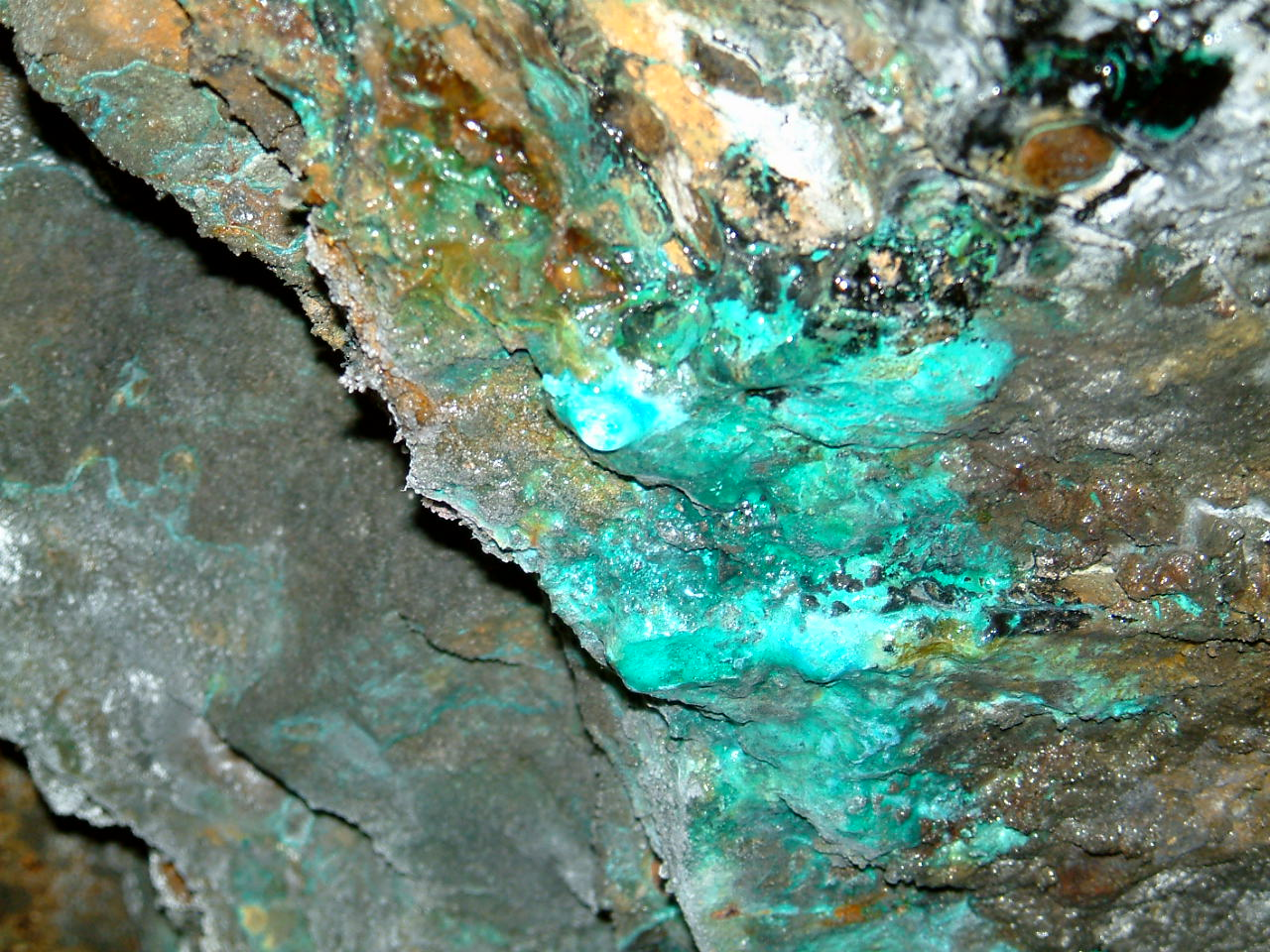
Sekundäre Kupfererzbildung im Kilianstollen/Marsberg.

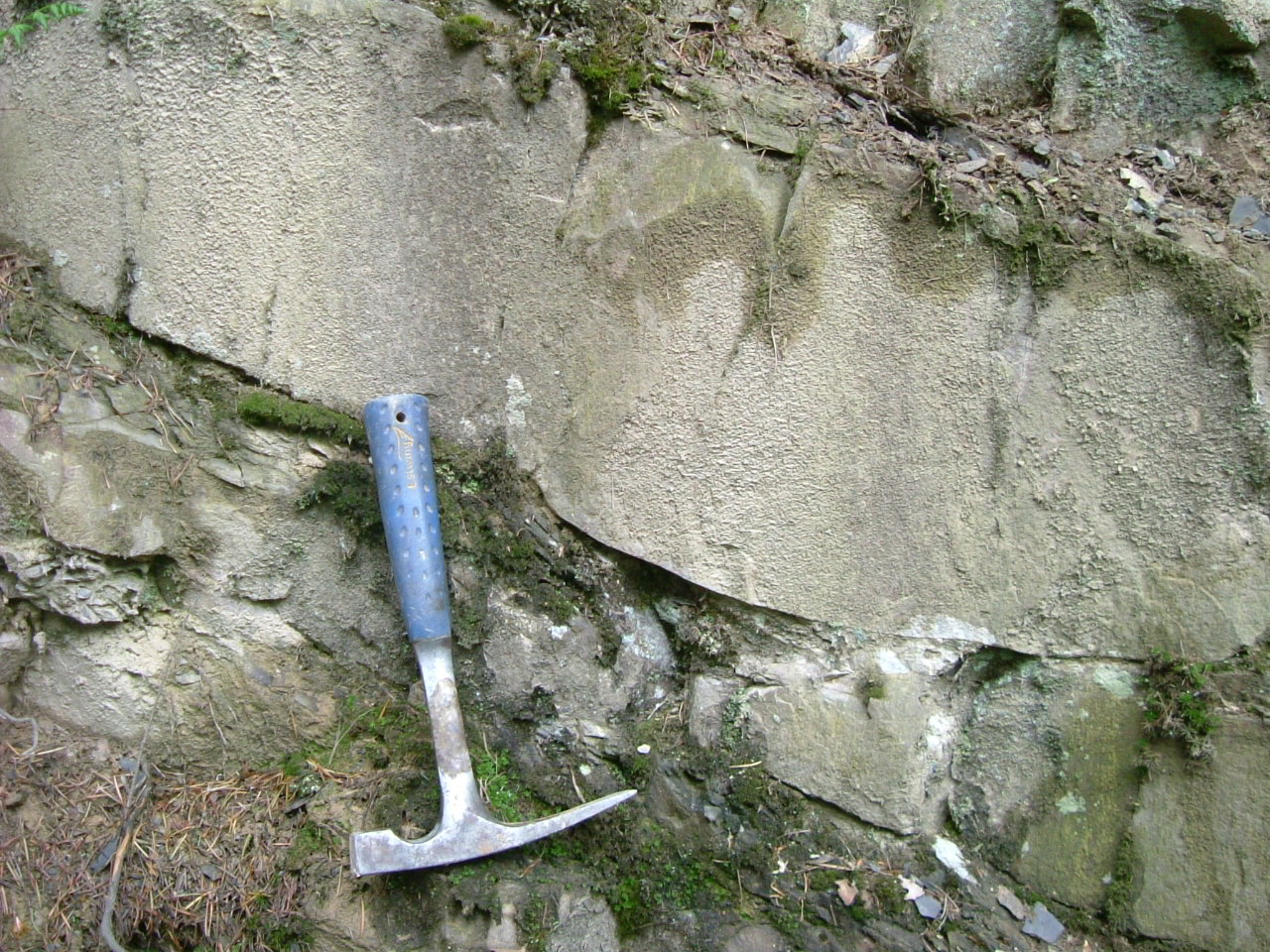
Wechsellagerung aus Sandsteinen und dünnen Tonsteinlagen am Mühlenberg/Rummecketal.

Marsberg liegt am Tripelpunkt zwischen Rheinischem Schiefergebirge, Hessischer Senke und Münsterländer Becken. Dadurch entsteht eine komplexe tektonische und geologische Situation.
Die ältesten Gesteine im Raum Marsberg stammen aus dem Devon. Die devonischen Ablagerungen bestehen aus roten, grauen und grünen geschieferten Tonsteinen. Überlagert werden sie von unterkarbonischen, schwarzen Tonschiefern (Liegende Alaunschiefer), an die im Raum Marsberg ein großer Teil der Kupfervererzung gebunden ist. Im höheren Teil des Unterkarbons dominieren verkieselte Kalke und Tonsteine (Kulm-Kieselkalke und Kulm-Kieselschiefer). In den darauf folgenden, jüngeren Gesteinen nimmt der Grad der Verkieselung zunehmend ab und es wurden dunkelgraue, geschieferte Tonsteine (Kulm-Tonsteine) sedimentiert, die in einzelnen Lagen massenhaft Muscheln (Posidonia becheri) enthalten. Durch eine allmähliche Zunahme der Sandschüttungen sind die Gesteine des höheren Unterkarbons und Oberkarbons durch eine Wechsellagerung aus grauen Tonschiefern und hellen, feinkörnigen Sandsteinen gekennzeichnet. Die gesamte Gesteinsfolge ist im Besucherbergwerk Kilianstollen beispielhaft aufgeschlossen.
Im höheren Oberkarbon wurde das gesamte Gebiet des heutigen Rheinischen Schiefergebirges während der Variszischen Orogenese herausgehoben und aufgefaltet.
Nach der Heraushebung des Variszischen Gebirges begann im Rotliegenden unter ariden Klimabedingungen die Einebnung. Im Zechstein wurde das Gebiet um Marsberg randlich von einem aus Norden vordringenden Meer überflutet und es wurden flachmarine Kalksteine abgelagert. Infolge der ariden Klimabedingungen trockneten die Randbereiche des Zechsteinmeeres mehrfach zunehmend aus. Sulfatgesteine (Gips und Anhydrit) sowie feinkörnige, terrestrische Ablagerungen zeigen die sich verändernden Sedimentationsbedingungen an. Im Zechstein sind mindestens 4 Meeresvorstöße in den Raum Marsberg bekannt. In der darauf folgenden Buntsandstein-Zeit wurden bei zunehmend feuchterem Klima, klastische Sedimente (Sandsteine und Tonsteine) abgelagert. Diese sind heute im Bereich der Hessischen Senke östlich von Marsberg weit verbreitet.
Bis zu Beginn der Oberkreide war das Gebiet um Marsberg Festland. Das Kreide-Meer stieß vor etwa 100 Millionen Jahren aus Richtung Nordsee bis an den Rand des Rheinischen Schiefergebirges vor. Dabei wurden vorwiegend flachmarine Karbonatgesteine (Mergel und Kalksteine) abgelagert, die heute nördlich der Linie Essentho-Wünnenberg zu finden sind. In der höchsten Oberkreide setzten in diesem Raum erneut tektonische Bewegungen ein, die zu einer Verstellung der Gesteinsschichten geführt hat. Seit dieser Zeit begann sich das Rheinische Schiefergebirge erneut zu heben, die Flusstäler schnitten sich in den Gebirgsrumpf ein. Während des Tertiärs wurden die Gesteine unter dem Einfluss eines feucht-warmen Klimas tiefgründig verwittert. Besonders die Kalksteine wurden zum Teil stark verkarstet – es kam zur Anlage von zahlreichen Bachschwinden, zum Beispiel die so genannten Entenhöhlen bei Essentho. Bei der Entkalkung der Kalk- und Mergelsteine entstanden sogenannte Hottensteine.
Während des Quartärs erreichen die Eismassen aus Skandinavien den Marsberger Raum nicht. Das Gebiet lag vor der Gletscherfront, die sich im Münsterländer Becken befand. Die Flüsse schnitten sich besonders während der Warmzeiten tiefer in das Gebirge ein und bildeten während der Kaltzeiten ausgeprägte Schotterterrassen.
Bis in die heutige Zeit setzen sich bodenbildende Prozesse, Erosion und Sedimentumlagerung fort. Jüngste Ablagerungen sind im Marsberger Raum die holozänen Quellkalke, zum Beispiel an der Paulinenquelle, Niedermoore in der Diemelaue und die vom Menschen geschaffenen Bergbauhalden, besonders des Kupferschieferbergbaus bei Marsberg.

## Geschichte

### Frühgeschichte
Das Gebiet des heutigen Obermarsberg liegt auf einem leicht zu verteidigenden Bergplateau. Ein leichter Zugang ist nur über einen südlichen Sattel möglich. Erste Hinweise auf menschliche Anwesenheit lassen sich auf die Zeit um 14.000 v. Chr. datieren. Aus dem 4./3. Jahrtausend vor Christus stammen Keramikfunde der Michelsberger Kultur. Damals hat auf dem Berg wohl bereits eine jungsteinzeitliche Siedlung bestanden. Weitere Funde stammen von Verteidigungsanlagen aus der vorrömischen Eisenzeit.

### Frühes Mittelalter

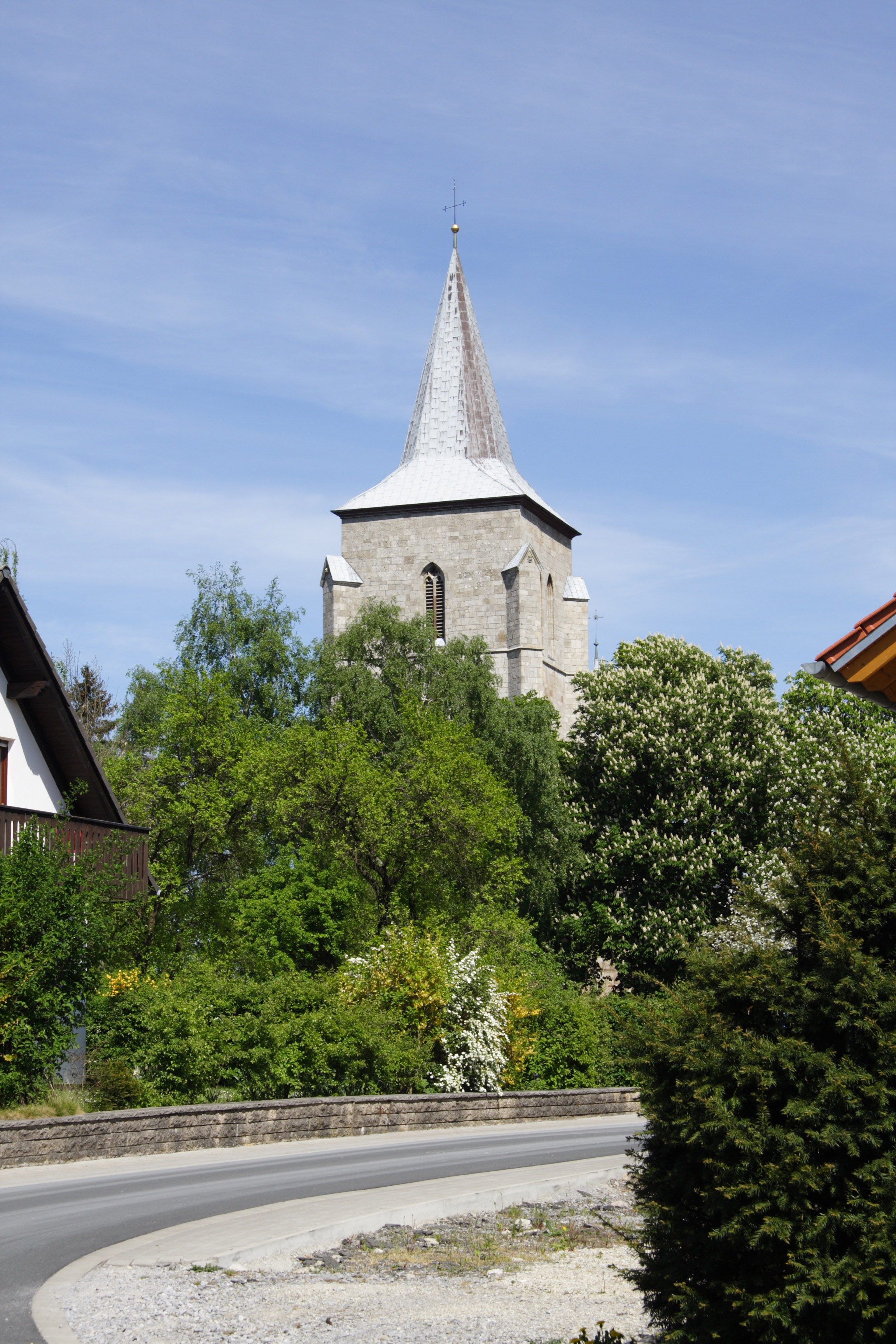
Turm der Propstei-/Stiftskirche

Die schriftliche Überlieferung zur Geschichte des Ortes reicht zurück bis in die sächsische Zeit. Die fränkischen Reichsannalen bezeichneten den Ort als Eresburg. Diese Anlage war eine der wichtigsten Wallburgen der Sachsen und soll laut Thietmar von Merseburg mit der Irminsul das bedeutendste (vorchristliche) Heiligtum dieses Stammes beherbergt haben, wofür es aber bisher noch keinen archäologischen Nachweis gibt. Die Irminsul war wohl auch der Grund, warum dieser Ort eines der ersten Ziele während der Sachsenkriege Karls des Großens war. Im Jahr 772 wurde die Anlage erobert und die Säule zerstört. Danach von den Sachsen zurückerobert, blieb die Burg erst 776 nach einer dritten Eroberung in der Hand der Franken. Im Jahr 785 ließ Karl die Burg, wahrscheinlich verkleinert, erneuern. Im Nordosten des Burgbezirks wurde mit der St. Peterkirche eine der ersten Kirchen und mit dem Kloster Obermarsberg eines der ersten Klöster in Westfalen überhaupt gebaut. Von diesem Kloster aus wurde die Umgebung christianisiert. Nach einer zeitnahen Überlieferung wurde die Kirche von Papst Leo III. im Zusammenhang mit dessen Reise zum Reichstag in Paderborn geweiht. Zeitweise war die Eresburg auch eine kaiserliche Pfalz. Karl lebte mit seiner Familie dort 785 für mehrere Monate.
Ludwig der Fromme übereignete das Kloster und die zugehörigen Besitzungen dem Kloster Corvey. Anstelle des eigenständigen Klosters trat eine Propstei. Unterhalb der Burg entwickelte sich die Siedlung Obermarsberg. Der Propst war später zugleich Pfarrer von Obermarsberg.
Wohl vor 915 war die Burg im Besitz von Herzog Heinrich von Sachsen. In dieser Zeit besiegten die Sachsen, die ihren Stützpunkt wohl auf der Burg hatten, in der unmittelbaren Nähe Eberhard von Franken. In der Marsberger Stiftskirche endete 938 der Streit des Königs Otto I. mit seinem Halbbruder Thankmar dadurch, dass Letzterer durch einen durch ein Seitenfenster der Kirche geworfenen Speer am Altar getötet wurde.
Seit 1036 wurde der abgesetzte Herzog Adalbero von Kärnten auf der Burg für drei Jahre gefangen gehalten.
Von Bedeutung war die Gegend wegen ihrer Erzvorkommen und der sich in der Nähe kreuzenden Fernhandelswege, der „via Regia“ und des „Römerwegs“. An dieser Stelle entwickelte sich eine Siedlung namens Horhusen (heute Niedermarsberg). Ludwig das Kind verlieh Corvey im Jahr 900 das Recht, in Horhusen einen Markt abzuhalten, Zölle zu erheben und das Münzrecht. Eine angeblich im Jahr 962 durch Otto I. ausgestellte Urkunde sicherte dem Ort Dortmunder Kaufmannsrecht und Corvey den alleinigen Besitz zu. Tatsächlich dürfte es sich dabei um eine Fälschung des 11. Jahrhunderts handeln.

### Hoch- und Spätmittelalter

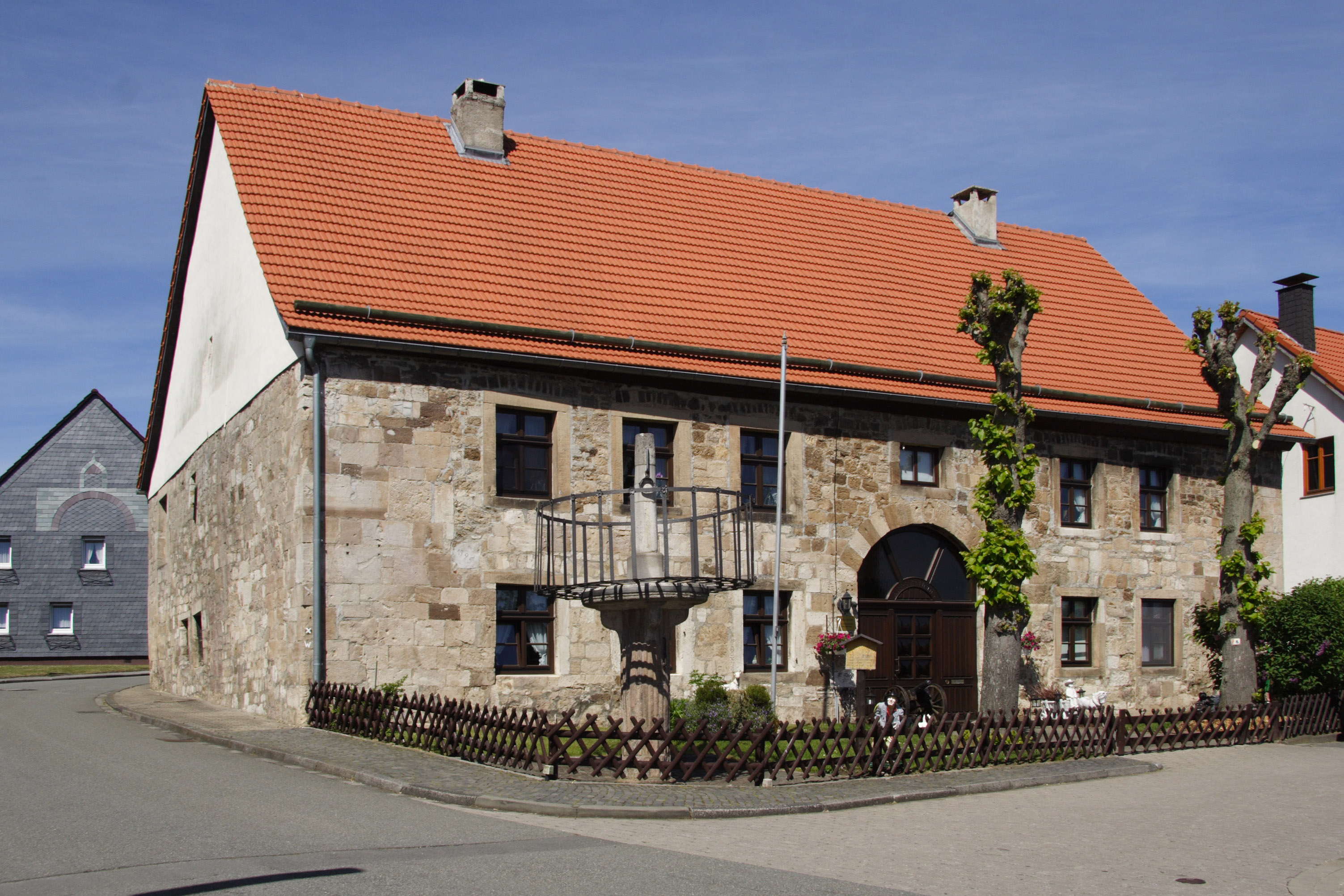
Historisches Rathaus in Obermarsberg

Die Burg Marsberg muss wohl in den Besitz eines Adelsgeschlechts übergegangen sein. Jedenfalls kam es in den Wirren nach dem Ende der Grafen von Padberg 1113 auf Ersuchen des Abts von Corvey zur Zerstörung durch Graf Friedrich von Arnsberg. Nach 1144 ließ der Abt von Corvey die Burg wieder aufbauen. Die Bewohner Obermarsbergs erhoben sich gegen den Abt und riefen den Grafen von Arnsberg zur Hilfe. Die Corveyer behaupteten mit Hilfe der Grafen von Schwalenberg allerdings ihre Stellung. Der Besitz wurde Corvey durch eine königliche Urkunde 1150 bestätigt. Allerdings war die Burg 1145 von den Arnsbergern zerstört worden.
Ein Corveyer Güterverzeichnis aus dem ersten Viertel des 12. Jahrhunderts macht die relativ große Bedeutung von Horhusen deutlich. Der Ort hatte zwei Pfarrkirchen, zwei Kapellen und drei Mühlen. Die älteste Kirche war eine Dionysiuskirche, die später verfiel. Als zweite Kirche wurde die St.-Magnus-Kirche zwischen 1036/46 geweiht. Die Einwohnerzahl lag geschätzt zwischen 750 und 900 Personen. Vertreter des Abts von Corvey war ein Stadtgraf aus dem Geschlecht von Horhusen. Zur Ausbildung einer städtischen Verfassung kam es nicht. Neben dem Handel lebten die Einwohner von der Textilherstellung, der Metallproduktion und -verarbeitung. Bereits 1150 hat sich Corvey vom König die Rechte an den Erzvorkommen am nahen Erzberg gesichert.
Nach dem Sturz Heinrich des Löwen und der Entstehung des zum Erzstift Köln gehörenden Herzogtums Westfalen nach 1180 war das zu Corvey gehörende Marsberg weitgehend von kölnischen Gebieten umgeben. Corvey selbst stellte sich 1196 unter Kölner Schutz.
In Horhusen kam es zum Streit mit dem Bischof von Paderborn, der statt des Abts von Corvey nunmehr den Stadtgrafen stellte. Seitdem Corvey 1208 endgültig die Exemtion von Paderborn erreicht hatte, beanspruchte es diese Unabhängigkeit auch für den Bereich der Propstei in Obermarsberg. Gefördert vom Erzbischof von Köln und wohl auch vom Abt von Corvey, zogen viele insbesondere auch wohlhabende Bürger um 1220 von Niedermarsberg nach Obermarsberg. In dieser Zeit wurde in Obermarsberg eine Stadtmauer errichtet, und neben der alten Klosterkirche begann der Bau der Nikolaikirche. Die neue Stadt erhielt von Corvey das Recht zur Selbstverwaltung. Seit 1222 existierte ein Stadtgericht und bereits vor 1229 existierte ein Magistrat aus zwölf Mitgliedern („consules“) und dem Bürgermeister („proconsul“). Dem Rat gehörten neben Bürgerlichen auch Rittergebürtige an. Seit 1231 ist ein Stadtsiegel überliefert.
Der Kölner Erzbischof Engelbert I. in seiner Eigenschaft als Herzog von Westfalen hatte sich offenbar die Stadt untertan gemacht. Nach dem Tod des Bischofs bestritt Corvey den Besitz der Kölner. Allerdings musste es 1230 dem Kölner Erzbischof Heinrich I. von Müllenark eine Hälfte der Stadt Obermarsberg überlassen. Auch das Münzrecht wurde geteilt. In der Folge kam es zu einer Doppelherrschaft von Corvey und dem Erzstift Köln über Ober- und Niedermarsberg. Auf längere Sicht nahm der Kölner Einfluss zu. Die Stadt entwickelte sich zunehmend zu einem bedeutenden Stützpunkt der Kölner gegenüber dem benachbarten Waldeck. Um das Jahr 1322 wurde eine Stadtburg errichtet. Deren Bedeutung ließ aber bald mit dem Bau der Burg Canstein um 1342 wieder nach. Im Jahr 1507 fiel die ganze Stadt mit Ausnahme der Benediktinerpropstei an Kurköln. Kirchenrechtlich jedoch gehörte das Gebiet mit Ausnahme des Propsteibezirks weiter zum Bistum Paderborn.
Niedermarsberg war zwar eine eigene Gemeinde, war durch eine Mauer befestigt und wurde seit dem 14. Jahrhundert als Stadt bezeichnet, unterstand aber Obermarsberg. In der Unterstadt durften sich so gut wie keine Gewerbetreibende ansiedeln und ihre Bewohner hatten kaum politisches Mitspracherecht. Am nordwestlichen Rand der Siedlung lag ein Corveyer Burgsitz.

### Frühe Neuzeit

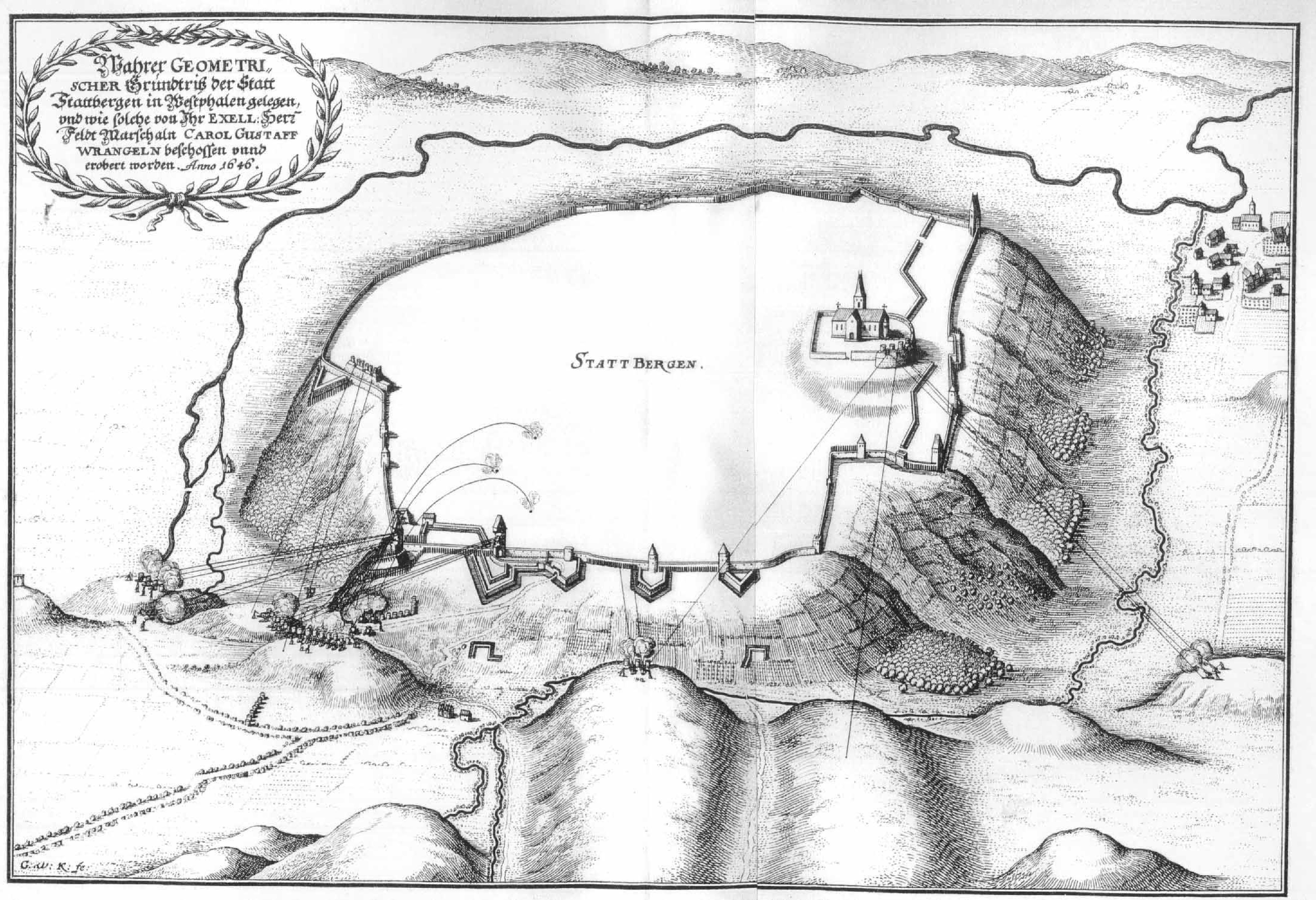
Beschießung der Befestigung der Stadt Obermarsberg während des Dreißigjährigen Krieges. Stich von Matthäus Merian Topographia Westphaliae 1647

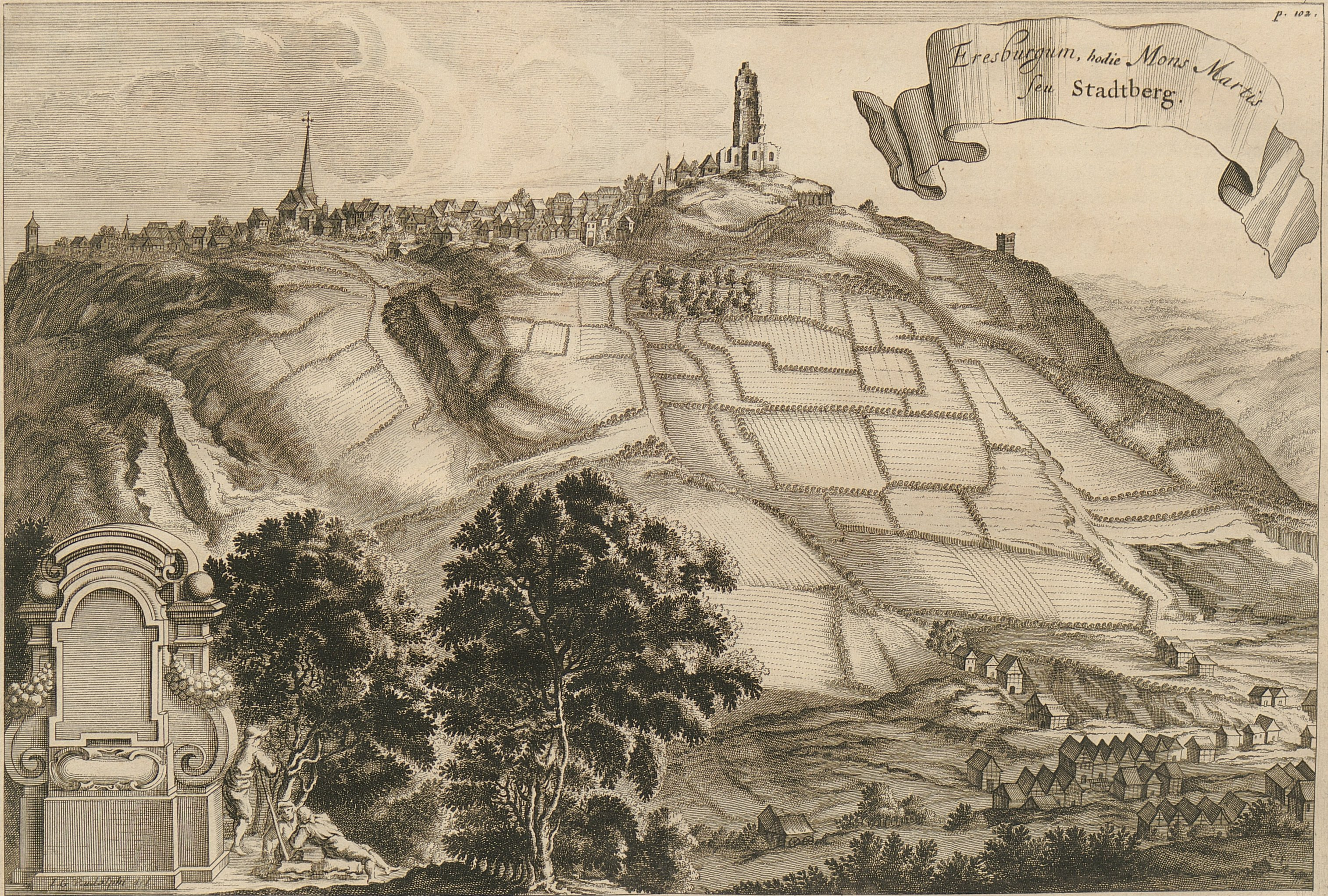
Marsberg um 1670

Wahrscheinlich bereits seit den 1540er Jahren, gefördert wohl auch durch das nahe schon protestantische Waldeck, fand die Reformation Eingang in Marsberg. Im Zusammenhang mit der Reformation kam es 1539 zum Aufstand der Zünfte gegen die Führung der Stadt. Dies führte zu einem zeitweiligen Verbot der Gilden und Zünfte unter Kurfürst Hermann V. von Wied. Es gelang Corvey längere Zeit nicht mehr, katholische Pfarrer einzusetzen. Nach der Niederlage von Erzbischof Gebhard I. von Waldburg, der vergeblich versucht hatte, die Reformation im kurkölner Machtbereich einzuführen, begann unter Ernst von Bayern, und später verstärkt unter Ferdinand von Bayern, die Gegenreformation. Die Rekatholisierung zog sich über einen längeren Zeitraum hin. Im Jahr 1615 wurde der mehrheitlich lutherische Magistrat abgesetzt, und um 1630 gab es nur noch wenige protestantische Familien in der Stadt. Die Abwanderung zahlreicher lutherisch gesinnter, oft wohlhabender Einwohner hatte erhebliche negative wirtschaftliche Folgen.

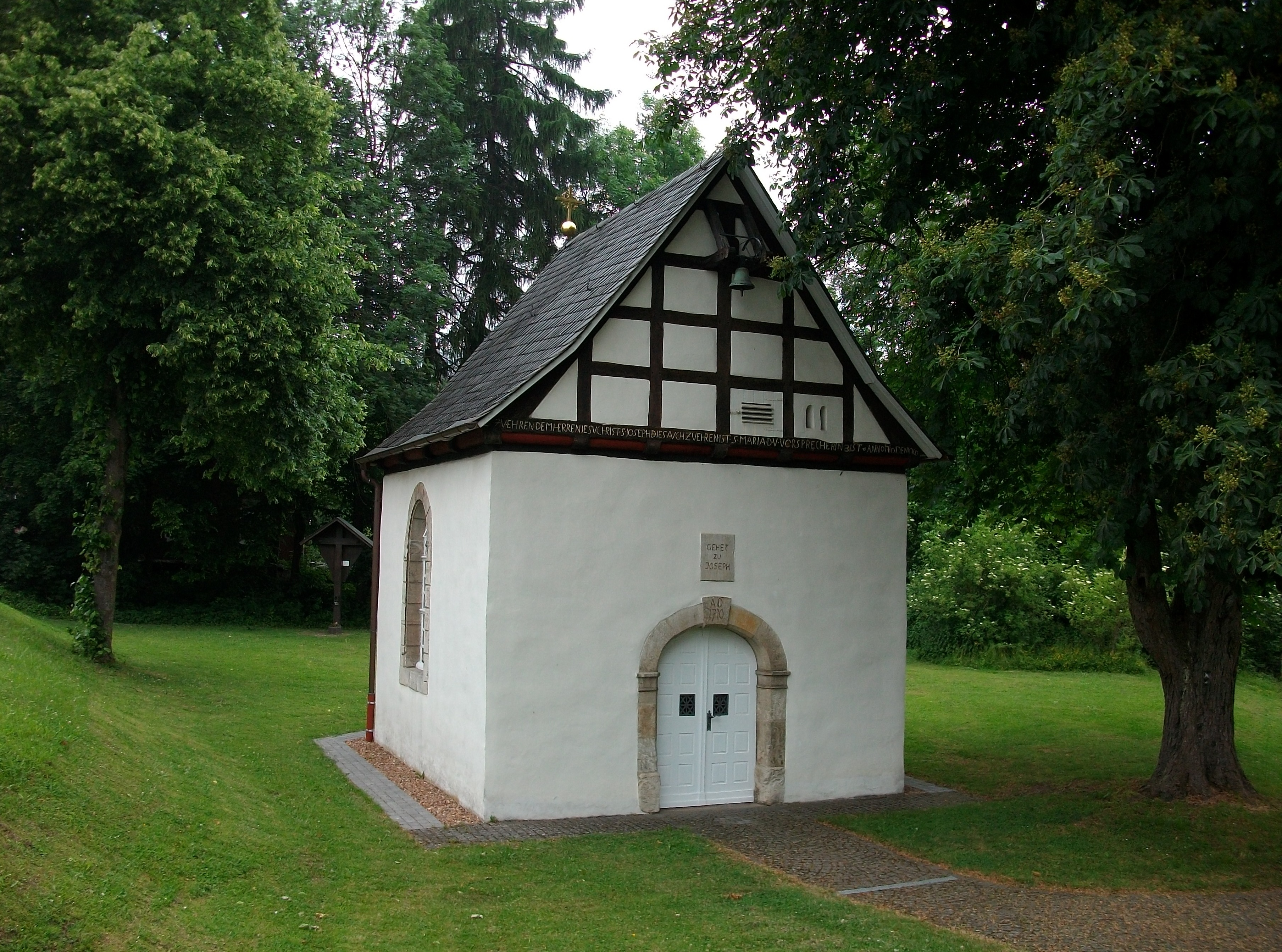
Josefskapelle, Anno 1710

Stark betroffen war Marsberg 1612/13 von einer lokalen Pestepidemie, die innerhalb von fünf Monaten 1200 Menschen das Leben gekostet haben soll.
Im Dreißigjährigen Krieg wurde Obermarsberg ein ständiger Stützpunkt kaiserlicher Truppen. Seit 1632 versuchten hessische Truppen mehrfach erfolglos die Stadt zu erobern. Allerdings wurden die Mauern und zahlreiche Gebäude stark beschädigt. Viele Eisenhütten und Hammerwerke der Umgebung wurden zerstört.
Im Jahr 1646 wurde Marsberg von den Truppen des schwedischen Generals Wrangel beschossen, eingenommen und zehn Tage lang geplündert. Später wurde die Stadt angezündet und die Stiftskirche gesprengt. In der Folge dieser Zerstörung ließ die Bedeutung von Obermarsberg deutlich nach. Viele Einwohner zogen nach Niedermarsberg. Aus diesem Grund ist die Altstadt von Obermarsberg in ihrer alten Gestalt weitgehend erhalten. Der Bevölkerungsschwerpunkt verlagerte sich immer stärker ins Tal der Diemel nach Niedermarsberg.
Insgesamt gehörte Marsberg 1781 mit etwa 400 Wohnhäusern zu den größten Städten im Herzogtum Westfalen. Zum Vergleich zählte die Residenzstadt Arnsberg nur 252 Wohnhäuser. Im Inneren war die politische Mitbestimmung auf einen kleinen Kreis beschränkt. Ratswahlen wurden gar nicht mehr abgehalten, stattdessen wurde der neue Rat jedes Jahr vom alten Rat ernannt.
Aber es gelang den Einwohnern der Unterstadt nicht, sich vom Herrschaftsanspruch des Magistrats der Oberstadt zu lösen. Zu Beginn des 19. Jahrhunderts wurde die alte Benediktinerpropstei aufgehoben. 1808 erlangte Niedermarsberg während der Zeit der hessischen Herrschaft die vollständige Trennung von der Oberstadt. Im Jahr 1827, nunmehr als Teil der preußischen Provinz Westfalen, wurde das Justizamt von der Ober- in die Unterstadt verlegt.

### Hexenverfolgung

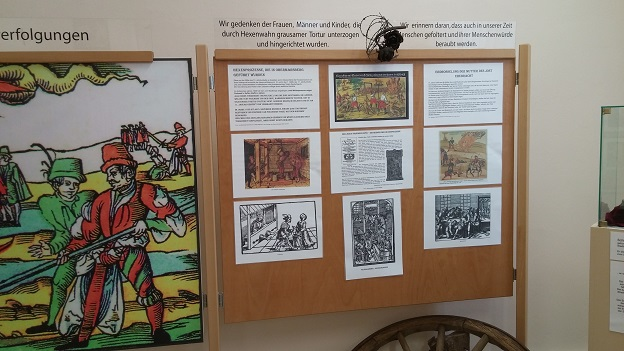
Marsberg Museum Gedenktafel für die Opfer der Hexenprozesse

Wie auch in anderen Teilen des Herzogtums Westfalen, hat es im Gebiet der heutigen Stadt Marsberg eine beträchtliche Zahl von Hexenverfolgungen gegeben. Allein in Padberg gab es zwischen 1588 und 1590 neun und von 1592 bis 1602 weitere vier Anklagen. 1648–1650 gerieten aus Essentho Cunne Cordes und eine weitere Person in eine Hexenverfolgung. In den Hexenprozessen in Canstein wurden 1656 und 1658 in Hexenprozessen neun Frauen hingerichtet. Bei weiteren elf Prozessen ist der Ausgang unbekannt.
Für den Höhepunkt der Verfolgungen zwischen 1628 und 1630 im Herzogtum Westfalen lassen sich zwar entsprechende Vorgänge in Marsberg nachweisen, nicht aber sicher quantifizieren.
Es finden sich Hinweise auf sechs Personen aus Marsberg, die 1598–1630 in Hexenprozesse gerieten:
- 1598 Mutter des Josef Ehebrecht[22]
- 1629 Tochter des Hammerschmidts Curt Pickhard[23]
- 1629 Eine Frau, die an den Folgen der Folter starb[23]
- 1630 Reiniken Johann[23]
- 1656 Ein Mädchen[20]
- o. J. Ein Hüttmacher[24]

Im Heimatmuseum der Stadt Marsberg findet sich eine Gedenkstätte für die Opfer der Hexenprozesse.

### 19. und 20. Jahrhundert
Von Bedeutung war Niedermarsberg vor allem durch seine frühe gewerbliche Entwicklung (s. Wirtschaft). Wichtig waren neben der Glasherstellung vor allem der Bergbau und die Verarbeitung von Kupfer. Dies hatte erhebliche Folgen für die Sozialstruktur. Insbesondere in den Dörfern, in der Nähe von Fabriken oder Gruben, dominierten agrarisch-gewerbliche Mischexistenzen. Dort lebten zahlreiche Arbeiter, die aber auch einen kleinen landwirtschaftlichen Besitz hatten. In den weiter entfernt liegenden Dörfern herrschten dagegen die rein agrarischen Existenzen vor.
In Giershagen waren im Jahr 1882 über 38 % aller Berufstätigen Bergarbeiter. Die Arbeiterbevölkerung insgesamt betrug 44 %. Dagegen lebten nur noch 29 % hauptberuflich von der Landwirtschaft. Gemäß Aufzeichnungen aus dem Jahr 1892 hatten von 119 untersuchten Personen 30 % so viel Land, dass sie notfalls davon hätten leben können. Die meisten Übrigen besaßen ein Haus und ein oder zwei Morgen Land, hielten Ziegen oder eine Kuh. Nur sieben waren alleinstehend und ohne Besitz. Als Folge von strukturellen und konjunkturellen Krisen (s.unten) nahmen die Verdienstmöglichkeiten ab. Ähnlich sah es auch in der Pendlergemeinde Padberg aus.
Im Jahr 1889 führte der große Bergarbeiterstreik im Ruhrgebiet auch im Marsberger Revier zu Arbeitsniederlegungen. Ein Jahr später kam es erneut zu Arbeitskämpfen, und 1892 dauerte ein Streik in Giershagen und Umgebung mehrere Wochen. Ein Großteil der Bergarbeiter schloss sich, insbesondere nach der Jahrhundertwende, dem christlichen Bergarbeiterverband an.
Im Jahr 1906 kam es in den Kreisen Brilon und Meschede zu einer koordinierten Lohnbewegung. In derselben Zeit herrschte in Marsberg ein mehrmonatiger Streik in der Kupferindustrie. Diese erfolgten zwar ohne Kontrolle der Gewerkschaft, dennoch haben antigewerkschaftliche Maßnahmen der Betriebsleitung die Situation zeitweise noch verschärft.
Politisch war Marsberg als Stadt mit einer überwiegend katholischen Bevölkerung während des Kaiserreichs und bis zum Beginn der Weimarer Republik überwiegend von der Zentrumspartei geprägt. Noch bei der ersten Reichstagswahl der Republik 1920 stimmten fast 75 % für die Zentrumspartei. Linke Parteien erreichten zusammen knapp 14 % (SPD 7,76 %, USPD 6,17 %). Die bürgerlichen Parteien (DNVP, DVP und DDP) kamen zusammen auf 11,17 %. Bis zur Reichstagswahl 1928 ließ die Bindungskraft des Zentrums etwas nach. Diese Partei kam noch auf 60,79 %. Davon konnten allerdings weder die Linksparteien (KPD und SPD zusammen 7,33 %) ebenso wenig profitieren wie die bürgerlichen Parteien (11,46 %). Besonders stark waren verschiedene Splitter- und Interessenparteien (zusammen 20,42 %), die offenbar am Ende der Republik mehrheitlich zur NSDAP übergingen. Diese kam bei der Reichstagswahl März 1933 auf 26,31 %. Das Zentrum kam auf 60,72 %. Die Linke (SPD, KPD) kam nur auf 7,76 %. Die bürgerlichen Parteien kamen auf 4,9 %.
Zur Zeit des Nationalsozialismus wurde Marsberg zu einem Tatort des Euthanasieprogramms. Im St. Johannes Stift errichtete der Reichsausschuss zur wissenschaftlichen Erfassung von erb- und anlagebedingten schweren Leiden eine „Kinderfachabteilung“. In den folgenden Monaten wurden dort etwa 50 Kinder und Jugendliche getötet. Wegen Unruhe in der Bevölkerung wurde 1941 diese Abteilung in Niedermarsberg geschlossen und in die Klinik in Aplerbeck verlegt.

### Zweiter Weltkrieg
Alliierte Bomber warfen ab 1940 mehrfach einzelne Bomben auf dem Gebiet der Gemeinde Niedermarsberg ab. Diese Angriffe blieben praktisch folgenlos. Am 13. Oktober 1944 griffen zwölf Jagdbomber vom Typ Lightning die Bahnanlagen im Ort mit 20 Bomben an. Auch dieser Angriff blieb ohne große Schäden, dabei waren fünf der Bomben Blindgänger. Weitere Angriffe durch Tiefflieger erfolgten am 4. und 22. Februar 1945. Am 14. März wurden bei einem schweren Luftangriff Bahnanlagen, Industriewerke und Wohnhäuser getroffen. Auch die Diemelbrücke der Bahn wurde schwer beschädigt. Die Bahnstrecke war nun unpassierbar. Der nächste Angriff am 19. März zerstörte die Diemelbrücke der Bahn endgültig. Beim letzten größeren Luftangriff am 21. März wurden etwa 120 Bomben, darunter 23 Blindgänger, abgeworfen. Der Bahnhof und Umgebung wurde schwer getroffen. Dabei wurde auch ein Flakzug der Wehrmacht schwer getroffen. Es starben drei Soldaten und sieben wurden verwundet. Bei den Luftangriffen auf Niedermarsberg wurde ein 14-jähriger Junge getötet und mehrere Personen, meist Fremdarbeiter, verletzt.
Am 28. März 1945 rückte eine Einheit der Waffen-SS an, um Niedermarsberg vor der anrückenden US-Army zu verteidigen. Auf Befehl des Gauleiters errichtete der Volkssturm Straßensperren an den Ausfallstraßen. Am 29. März kam die Spitze der US-Truppen von Obermarsberg herunter, wo keine Straßensperre errichtet war. In vielen Häusern wurden weiße Tücher heraus gehängt. Viele Einwohner hatten im Stollen der Kupferhütte oder im Wald Zuflucht gesucht. Vom Amthaus aus schoss ein Unterscharführer der Waffen-SS mit der Panzerfaust auf den Jeep an der Spitze der US-Kolonne. Vier US-Soldaten wurden dabei getötet. Als dann die US-Soldaten begannen, den Bereich um die Diemelbrücke zu beschießen, flohen die Männer der Waffen-SS aus Marsberg. Am nächsten Tag rollten große Kolonnen mit Panzern Richtung Osten weiter. Eine kleine Gruppe mit Volkssturmmännern aus Westheim ließ sich gefangen nehmen. Viele der Häuser mussten für Soldaten und ehemalige Gefangene geräumt werden.
Im Zweiten Weltkrieg fielen 258 Männer der Gemeinde Niedermarsberg, davon die meisten als Soldaten an der Ostfront oder in Gefangenschaft.

### Religionen

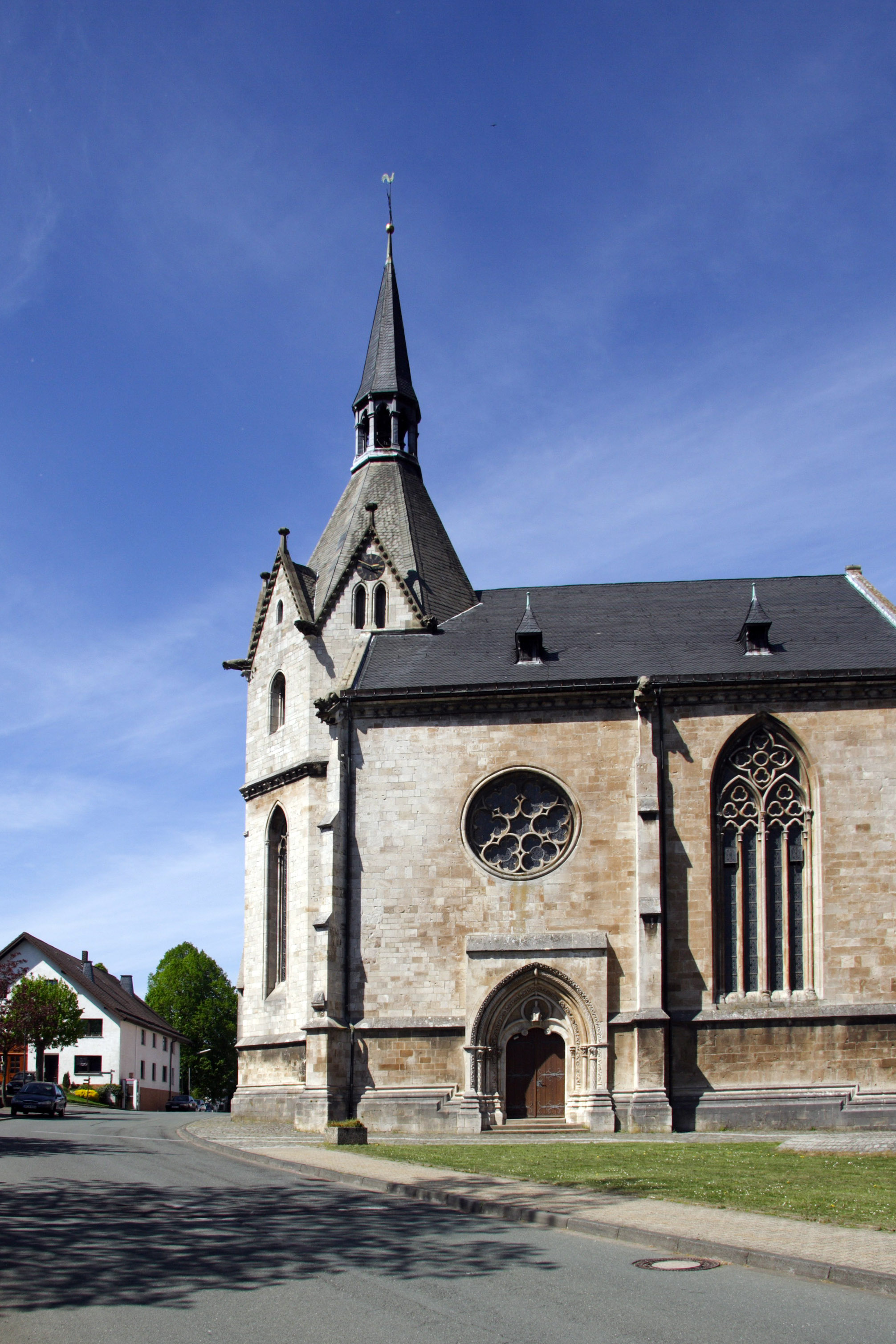
Nikolaikirche in Obermarsberg

Das Kloster Obermarsberg aus dem späten 8. Jahrhundert war eines der ältesten Klöster in Westfalen und hat zur Christianisierung der Region stark beigetragen.
Im 12. Jahrhundert kam im heutigen Stadtgebiet das Kloster Bredelar hinzu.
Im 13. Jahrhundert existierte in Marsberg eine Beginengemeinschaft.
In Marsberg konnte im 16. Jahrhundert, begünstigt vom nahen Waldeck, die Reformation fest Fuß fassen. Erst als Folge der Gegenreformation wurde das Gebiet wieder überwiegend katholisch. Im 18. Jahrhundert wurde das Kapuzinerkloster Marsberg gegründet. Die Klöster wurden im Zuge der Säkularisation aufgelöst.
Heute besteht ein Pastoralverbund Marsberg-Mitte, dem, neben der Propsteigemeinde St. Magnus in Niedermarsberg, die Gemeinde St. Peter und Paul in Obermarsberg und St. Vitus in Erlinghausen angehören. Der Verbund gehört zum Dekanat Hochsauerland-Ost.
Im Gebiet der heutigen Stadt gab es früher eine nicht unbedeutende jüdische Minderheit. In Niedermarsberg lebten 1844 immerhin 107 jüdische Einwohner, und 13 Kinder besuchten die jüdische Schule. Im Jahr 1849 brannte die Synagoge in Niedermarsberg ab, welche durch die Familie Oppenheimer auf eigene Rechnung erbaut worden war. Bis 1856 erfolgte ein Neubau an anderer Stelle. Staatlich anerkannte Synagogengemeinden gab es seit der Mitte des 19. Jahrhunderts in Padberg und Niedermarsberg. Diese betreuten jeweils die jüdischen Einwohner in den umliegenden Dörfern mit. Im Bereich der Gemeinde Niedermarsberg gab es Synagogen in Niedermarsberg, Obermarsberg und Heddinghausen. Vom jüdischen Leben zeugen noch heute die ehemalige Synagoge Padberg und die jüdischen Friedhöfe in Beringhausen, Niedermarsberg, Essentho, Heddinghausen und Obermarsberg. Die während der Novemberpogrome 1938 verwüstete und entweihte Synagoge in Niedermarsberg diente nach dem Zweiten Weltkrieg als Kino und Diskothek. Zur Erinnerung an ermordete jüdische Bürger wurden 2009 vom Künstler Gunter Demnig Stolpersteine verlegt.
Im 19. Jahrhundert nahm die Zahl der evangelischen Christen wieder zu. Bemühungen um die Gründung einer Gemeinde gehen bis in die 1840er Jahre zurück, seit den 1860er Jahren war Marsberg eine Filiale der Gemeinde Brilon, ehe sie 1878 selbstständig wurde. Ein erheblicher Zuwachs evangelischer Christen erfolgte mit der Zuwanderung von Flüchtlingen nach dem Zweiten Weltkrieg.
In den 2000er Jahren waren 70 % der Einwohner katholisch, 19 % sind evangelisch und 11 % gehören einem anderen Glauben an oder waren konfessionslos.
Für die Katholiken besteht ein Pastoralverbund Marsberg-Mitte, dem, neben der Propsteigemeinde St. Magnus in Niedermarsberg, die Gemeinden St. Peter und Paul in Obermarsberg sowie St. Vitus in Erlinghausen angehören. Der Verbund gehört zum Dekanat Hochsauerland-Ost.
Es gibt eine Yeni-Moschee der DITIB.

### Eingemeindungen
Am 1. Januar 1975 wurde die Stadt Marsberg im Zuge der kommunalen Neugliederung als Städtefusion aus den bisher selbständigen Städten Niedermarsberg und Obermarsberg sowie den Gemeinden Beringhausen, Borntosten, Bredelar, Canstein, Erlinghausen, Giershagen, Heddinghausen, Helminghausen, Leitmar, Padberg, und Udorf gebildet. Hinzu kamen die Gemeinden Essentho, Meerhof, Oesdorf und Westheim des früheren Amtes Wünnenberg, Kreis Büren.

### Entwicklung der Einwohnerzahl

#### Gemeinden Nieder- und Obermarsberg
| Datum         | Nieder- marsberg | Ober- marsberg | Marsberg |
| ------------- | ---------------- | -------------- | -------- |
| 6. Juni 1961  | 8962             | 1849           | 10.811   |
| 27. Mai 1970  | 8968             | 1809           | 10.777   |
| 30. Juni 1974 | 8826             | 1777           | 10.603   |

Quellen: Landesamt für Datenverarbeitung und Statistik NRW: 1961 und 1970: Ergebnisse der Volkszählungen, 1974: Feststellung der Einwohnerzahl anlässlich der bevorstehenden Gebietsreform

#### Stadt Marsberg
| - 1975: 22.590 - 1990: 21.124 - 1991: 21.421 - 1992: 21.681 - 1993: 22.082 - 1994: 22.824 - 1995: 23.058 | - 1996: 22.982 - 1997: 22.946 - 1998: 22.757 - 1999: 22.619 - 2000: 22.475 - 2001: 22.382 - 2002: 22.368 | - 2003: 22.130 - 2004: 21.935 - 2005: 21.875 - 2006: 21.689 - 2007: 21.790 - 2008: 21.244 - 2009: 20.993 | - 2010: 20.800 - 2011: 20.232 - 2012: 20.110 - 2013: 19.908 - 2020: 19.488 - 2021: 19.377 - 2022: 19.736 | - 2023: 19.704 |

Quellen: Landesamt für Datenverarbeitung und Statistik NRW: 1975: neuer Gebietszuschnitt, Angabe vom 30. Juni 1974, ab 1990: jeweils am 31. Dezember, davon ab 2011: auf der Basis des Zensus 2011
Die Prognose der demographischen Entwicklung geht für die nahe Zukunft von einem Bevölkerungsverlust von 1 bis 2 % aus. Damit liegt Marsberg in etwa im Durchschnitt des Hochsauerlandkreises.

## Politik

### Rat der Stadt
Zusammensetzung des Rats der Stadt nach der Kommunalwahl vom 13. September 2020:
- Linke: 1
- SPD: 12
- Grüne: 3
- Bürgerg.: 4
- CDU: 14

Bürgerg.: Bürgergemeinschaft Marsberg
| Partei/Gruppierung | Stimmenanteil 2020 | Sitze 2020 |         | Stimmenanteil 2014 | Sitze 2014 |      | Sitze | Sitze |
| Partei/Gruppierung | Stimmenanteil 2020 | Sitze 2020 | 2009    | Stimmenanteil 2014 | Sitze 2014 | 2004 |       |       |
| CDU                | 41,24 %            | 14         | 43,84 % | 15                 | 16         | 18   |       |       |
| SPD                | 34,86 %            | 12         | 36,19 % | 13                 | 14         | 13   |       |       |
| Bürgergemeinschaft | 12,24 %            | 04         | 09,22 % | 03                 | 04         | 04   |       |       |
| Grüne              | 09,61 %            | 03         | 06,49 % | 02                 | 03         | 02   |       |       |
| LINKE              | 02,06 %            | 01         | 04,25 % | 01                 | 0–         | 0–   |       |       |
| Wir für Marsberg   | 0–                 | 0–         | 0–      | 0–                 | 0–         | 01   |       |       |

### Bürgermeister
Zum Bürgermeister gewählt wurde 2020 Thomas Schröder (CDU) mit 55,61 % der Stimmen.

### Wappen, Siegel und Banner
Der Stadt Marsberg ist durch Urkunde des Regierungspräsidenten in Arnsberg vom 24. März 1977 das Recht zur Führung von Wappen, Siegel und Banner verliehen worden.
Wappenbeschreibung
„In Rot der goldene Buchstabe A.“
Bedeutung
Die Stadt Marsberg führt in Rechtsnachfolge das der Stadt Obermarsberg vom König von Preußen am 20. Dezember 1909 verliehene Wappen fort. Es geht zurück auf seit dem 13. Jahrhundert in der Stadt geprägte Münzen, die den Buchstaben A neben dem Schutzheiligen Petrus zeigten.
Beschreibung des Siegels
„Es zeigt den Großbuchstaben A und führt im Siegel rund die Umschrift oben STADT unten MARSBERG.“
Beschreibung des Banners
„In Gelb, etwas zur Stange hin verschoben, der Wappenschild der Stadt, an den Längsseiten jeweils 3 gleichbreite Streifen im Wechsel von Rot, Gelb und Rot.“

### Städtepartnerschaften
Seit 1967 ist die französische Gemeinde Lillers im Département Pas-de-Calais Partnerstadt von Marsberg. Ausgehend von einer Partnerschaft zweier Sportvereine in Essentho und Ettelgem in Belgien kam es 1978 zu einer offiziellen Partnerschaft zwischen Marsberg und Oudenburg.

## Kultur und Sehenswürdigkeiten

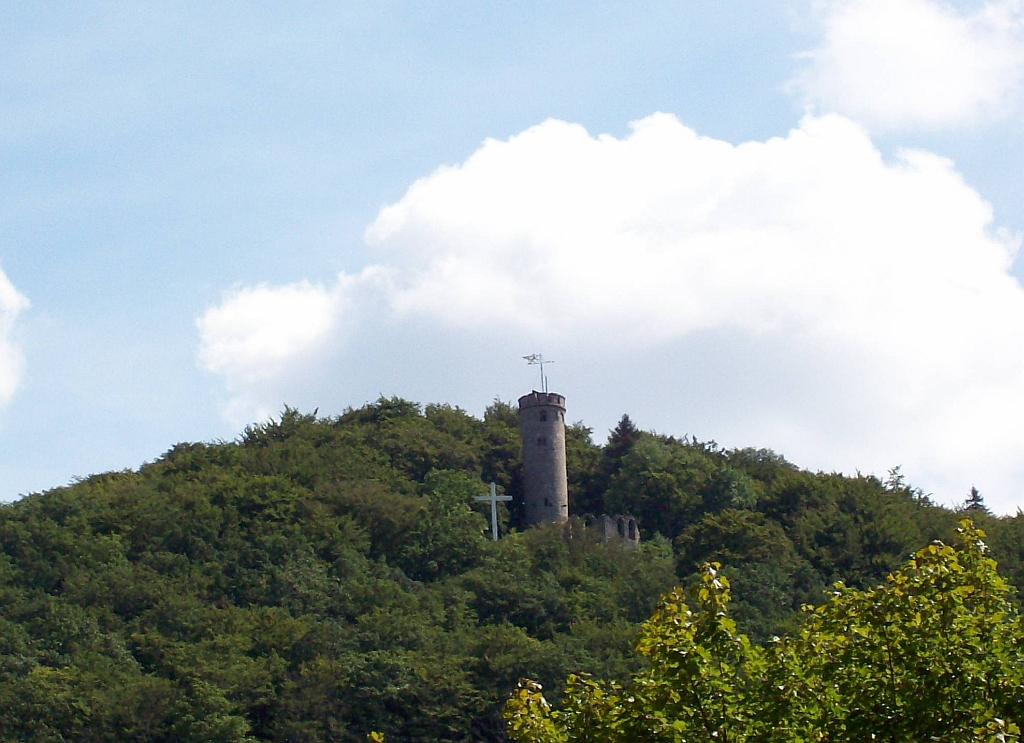
Bilsteinturm

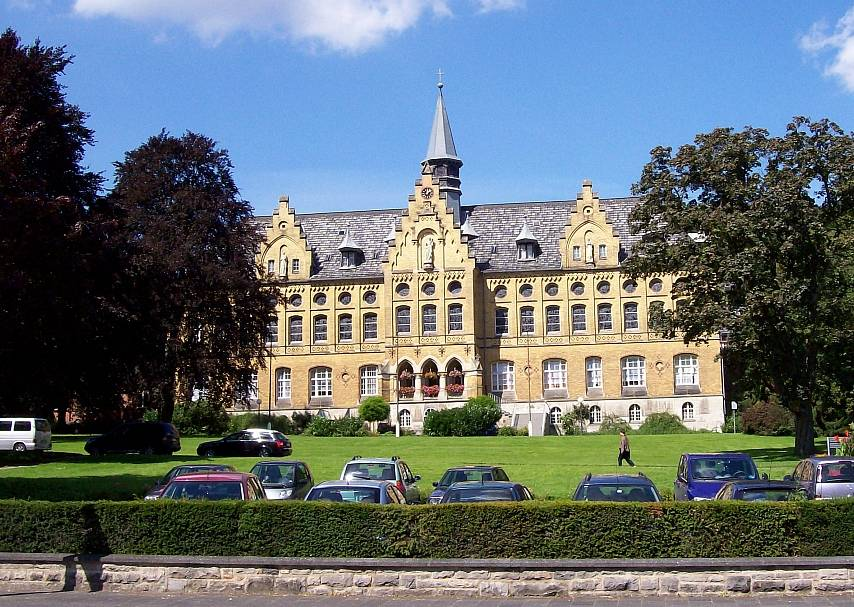
St.-Johannes-Stift Hauptgebäude

### Museen
In Marsberg existiert ein Heimatmuseum, das sich der Geologie, der Vor- und Frühgeschichte und der Geschichte von Ober- und Niedermarsberg widmet. Daneben sind auch Werke aus den Bildhauerwerkstätten Papen und Larenz sowie sakrale Gegenstände und Gegenstände der Alltagskultur dort zu sehen.
Das Besucherbergwerk Kilianstollen gibt einen Überblick über die Geologie und den Kupferbergbau.

### Bauwerke
In der Altstadt von Obermarsberg befinden sich eine Reihe von Baudenkmälern, darunter der ehemalige Klosterbereich mit der Stiftskirche St. Peter und Paul und die St. Nikolaikirche.
Das historische Rathaus in Obermarsberg stammt ursprünglich aus dem 13. Jahrhundert und wurde nach dem Dreißigjährigen Krieg erneuert. Davor befindet sich ein historischer Pranger. Zu sehen sind auch noch Reste der alten Ringmauer mit dem Buttenturm.
Weitere Bauten sind:
- Bilsteinturm
- katholische Propsteikirche St. Magnus
- Synagoge Padberg
- Jüdischer Friedhof Obermarsberg
- Kloster Bredelar
- Schloss Canstein
- St. Maria Magdalena in Padberg
- St. Johannes Stift für Kinder- und Jugendpsychiatrie
- LWL-Klinik Marsberg

### Naturdenkmäler und Naturschutzgebiete
- Das Naturschutzgebiet Glockengrund bei Udorf ist ein Beispiel alter landwirtschaftlicher Wirtschaftsformen und bietet Raum für zahlreiche Tier- und Pflanzenarten. Die Grundlage bildet der Kalkmagerrasen. Das Land Nordrhein-Westfalen und die Nordrhein-Westfalen-Stiftung haben etwa 80 ha dieses Gebiets erworben, um die Landschaft zu erhalten. Betreut wird das Naturschutzgebiet durch den Verein für Natur- und Vogelschutz im Hochsauerlandkreis (VNV). Etwa 800 Schafe einer alten Rasse sorgen für den Erhalt des artenreichen Magerrasens.[51]
- Diemelsee
- Bleikuhlen (zwischen Meerhof und Blankenrode)
- Höling, Kalkhöhle (an der Arolser Straße)
- Naturdenkmal Hagedorn

### Wüstungen um Marsberg
In dieser Auflistung der Wüstungen bei Marsberg sind wüst gefallene Orte aufgezeichnet, die auf dem Gebiet der heutigen Stadt Marsberg lagen. Die Liste erhebt keinen Anspruch auf Vollständigkeit. Im Mittelalter gab es eine große Anzahl kleiner Dörfer und Ansiedlungen in der Umgebung, sie waren ohne Ordnung über die Landschaft verstreut. Dort, wo sich Wasser befand und der Boden ausreichend fruchtbar erschien, wurde gesiedelt.
Die hier aufgeführten Orte sind im Mittelalter dem großen Wüstungsprozess zum Opfer gefallen. Nicht alle waren Dörfer im heutigen Sinne, manche waren auch Einzelhöfe. Es hat sich dabei wohl um einen schleichenden, langsamen Vorgang gehandelt. Dieser setzte um 1300 ein und erreichte seinen Höhepunkt im Spätmittelalter. Etwa 70 % der vor 1200 gegründeten Ortschaften wurden aufgegeben. Über die Gründe für das Verlassen des Ortes gibt es unterschiedliche Theorien. Angedacht wird beispielsweise die Anziehungskraft der Stadt Marsberg. Landwirte und Pächter suchten in der Stadt ein besseres Auskommen und ein sicheres Leben. Außerhalb der Stadtmauern wurden die Bauern häufig bei Fehden geplündert und gebrandschatzt. Ein weiterer Grund waren Pestepidemien und das Bedürfnis der Bewohner, in befestigten Städten Schutz zu suchen. Die Zahl der untergegangenen Orte war nicht gering; sie waren locker über die Landschaft verstreut, dort wo eine landwirtschaftliche Nutzung möglich war. Einige dieser Wüstungen wurden in der Neuzeit neu besiedelt.
| Name              | Beschreibung |
| ----------------- | --- |
| Schmeddehagen     | Die Lage des Dorfes zwischen Erlinghausen und Kohlgrund ist noch heute an der Flurbezeichnung Schmiedehagen zu erkennen. Aus dem Namen geht hervor, dass dort Eisen bearbeitet wurde. Eine urkundliche Erwähnung gibt es für 1324. Die Besitzer, die Brüder Dickelbier verkauften 1363 ihren dortigen Besitz an die Ritter von Canstein. Der Ort war 1532 noch bewohnt, nach 1541 tauchte der Name nicht mehr auf. |
| Dorpede           | Bei Ausgrabungen im ehemaligen Dorpede fanden Archäologen des LWL die Überreste der Kirche und der sie umgebenden Siedlung. Die Wüstung entstand spätestens im neunten Jahrhundert, unter dem Fußboden der Kirche aus der zweiten Hälfte des 12. Jahrhunderts wurde Keramik aus dem neunten Jahrhundert ergraben. Die Kirche war eine kleine überwölbte Saalkirche mit einem rechteckigen Schluss. Der Weg zum Gebäude war gepflastert. Auf dem das Gebäude umgebenden Kirchhof wurden über 30 Gräber gefunden. Die Wohngebäude stammten teilweise aus der Bauzeit der Kirche. Von den Bauten aus Holz wurden dunkle Verfärbungen der Pfosten gefunden. Einige Fundamente und die Grundmauern eines kleineren Speichers belegen weitere Steinbauten. Das Dorf wurde um 1400 aufgegeben, der Name und die Lage sind im Flurnamen Dörpeder Mark erhalten. Das Areal ist denkmalgeschützt, wurde allerdings durch die Stadt Marsberg als Gewerbegebiet ausgewiesen. In einem großen Gebäude westlich der Kirche wurde Keramik des späten 15. Jahrhunderts gefunden, obwohl das Dorf seit Anfang des 15. Jahrhunderts nicht mehr bewohnt war. Eine These der LWL-Wissenschaftler lautet: Möglicherweise hat das Kloster Dalheim, dem Teile des Dorfes gehörten, eine Zeit lang versucht, hier wieder einen Wirtschaftsbetrieb aufzuziehen. Wegen der Größe des verputzten Gebäudes aus Stein, das einen Abwasserkanal besaß, wird vermutet, dass hier keine Bauern wohnten. Da große Teile der ergrabenen Siedlungsteile von Schwemmschichten bedeckt waren, wird von einem Ende des Dorfes wegen Überschwemmungen, möglicherweise durch die nahe gelegene Diemel, ausgegangen. |
| Eilenhuson        | Der Ort wurde auch Eylighusen, Eligenhusen oder auch ähnlich genannt. Heute befindet sich dort das Gut Eilhausen in der Nähe von Kohlgrund. Es existiert eine urkundliche Erwähnung von 880 als Heylcanhusen; zu dieser Zeit war das Kloster Corvey dort begütert. Der Ort wurde später mehrfach urkundlich genannt. Für 1243 wird eine Pfarrkirche, zu der die Filiale Udorf gehörte, bezeugt. Das Dorf war spätestens seit 1506 wüst gefallen. An dieser Stelle stand 1537 ein umgräftetes Schloss der Grafen von Waldeck. Es wurde später von dem Amtmann von Eilhausen bewohnt und 1816 abgebrochen. |
| Ostem             | Auch Oestheim genannt, war eine Wüstung in der Nähe von Borntosten |
| Reckelinghausen   | Der Ort lag kurz hinter der Landesgrenze im Neudorfer Felde. Heute wird die Flur als Rikkelingsen bezeichnet. Offensichtlich war der Ort 1537 schon längere Zeit nicht mehr besiedelt. |
| Siek              | Lag in einer Bodensenke nordöstlich von Erlinghausen. Heute wird die Straße Im Siek genannt. Das Dorf existierte 1537 nicht mehr und war eine Filiale der Pfarrei in Hesperinghausen. Begütert war hier das Kloster Corvey |
| Sillinghausen     | Wurde auch als Siltzinghausen bezeichnet und befand sich am Wege von Niedermarsberg nach Erlinghausen. Heute wird die Flur als Grund Sillingsen bezeichnet. Der Dechant Caspari aus Niedermarsberg berichtete, er habe im 19. Jahrhundert noch Spuren von Häusern gesehen. Der Ort wurde 1040 in einer Einweihungsurkunde der Kirche St. Magnus in Niedermarsberg erwähnt. Aus späteren Jahren sind urkundliche Erwähnungen, so in einer Urkunde des Abtes Erkenbert überliefert. Eine letzte urkundliche Erwähnung stammt aus dem Jahr 1427. Möglicherweise wurde das Dorf während der Soester Fehde zerstört und die Bewohner zogen nach Erlinghausen. |
| Niederupsrunge    | Der Ort lag am Ende eines Seitentales der Diemel, dort wo sich heute Giershagen befindet. Er wurde 948 urkundlich erwähnt und fiel im 16. Jahrhundert wüst. |
| Lo                | Der Ort wurde im Register des Abtes Erkenbert erwähnt und zwar als Herrenhof der Kurie von Corvey in Niedermarsberg. Der Hof befand sich demnach in der Nähe von Marsberg, die genauen Koordinaten sind nicht bekannt. In einer Urkunde von 1423 wurde ein Lohhof in der Schlucht, die da geht aus dem Bauernscheid erwähnt. Bei dieser Schlucht handelt es sich wohl um das Tal, durch den der Fahrweg verlief. Der Lo wurde 1416 noch einmal in einer Urkunde über ein Grundstück erwähnt. |
| Glindingere       | Der Ort wurde unter anderem auch Glindengere, Glindeger oder Glindege genannt. Im Glindetal am Glindeplatz zweigt eine Straße nach Heddinghausen ab, dort lag das Dorf. Zu Anfang des 12. Jahrhunderts wurde es in einem Register des Abtes Erkenbert erwähnt, Corvey besaß hier den Zehnten in Höhe von sechs Schillingen im Jahr. Dieser Betrag floss an die Magnuskirche in Niedermarsberg. Die Corveyer Lehnsgüter kamen 1328 und 1334 an das Stift Obermarsberg. |
| Gellinghausen     | Diese kleine Siedlung befand sich im Tal der Glinde, der genaue Standort ist nicht bekannt. Eine urkundliche Erwähnung als Gelighusen ist in den Corveyer Traditionen von 963 bis 1037 zu finden. Die Abtei Corvey besaß hier Land. Um 1500 wurde der Ort als Wüstung bezeichnet, vermutlich wurde er lange vorher verlassen. |
| Flessinghausen    | Wurde auch als Wlessengere oder Flessenger bezeichnet. Der Standort war zwischen Leitmar und Marsberg im Glindetal. Die entsprechende Flur heißt heute Flessingen. Die Abtei Corvey hatte hier um 1200 Anspruch auf den Zehnten. Das Stift Marsberg hatte hier später Besitz. |
| Höringhausen      | Als Standort kommt wahrscheinlich die Flurbezeichnung südlich von Erlinghausen Im Born zu Höringhausen in Frage. 948 wurde der Ort in einer Urkunde als Hirgisinchusen erwähnt, in der König Otto I. dem Grafen Hahold einige Güter übergab. Höringhusen wurde 1040 in einer Einweihungsurkunde der Kirche St. Magnus in Niedermarsberg genannt, Der Bischof Rotho schenkte der Kirche den Zehnten. |
| Dannenbrucke      | Das Dorf fand 1101 in einer Urkunde als Besitz des Klosters Flechtdorf Erwähnung. Der Erzbischof Friedrich von Köln bestätigte Erpo und Dietmar von Padberg die Übergabe von fünf Höfen und einem Vorwerk an das Kloster. Die genaue Lage der Siedlung ist nicht bekannt, vermutlich ist die heutige Flurbezeichnung Dannenbrauk ein Hinweis auf den Standort. |
| Gerwelinghausen   | Eine Urkunde des Gogerichtes Münster aus dem Jahr 1546 erwähnt den Ort, es ist aber nicht sicher, ob er zu dieser Zeit noch besiedelt war. Vermutlich ging die Siedlung auf einen Herrenhof zurück, der kurz nach 1100 in einem Register des Abtes Erkenbert erwähnt wurde. Die Einkünfte dieses Besitzes des Klosters Corvey kamen der Kirche in Obermarsberg zu. |
| Albertinghausen   | befand sich am Stadtrand von Niedermarsberg |
| Albrachtinghausen | Der Ort befand sich am westlichen Stadtrand von Niedermarsberg, heute wird die Straße Im Albast genannt. |

### Sport

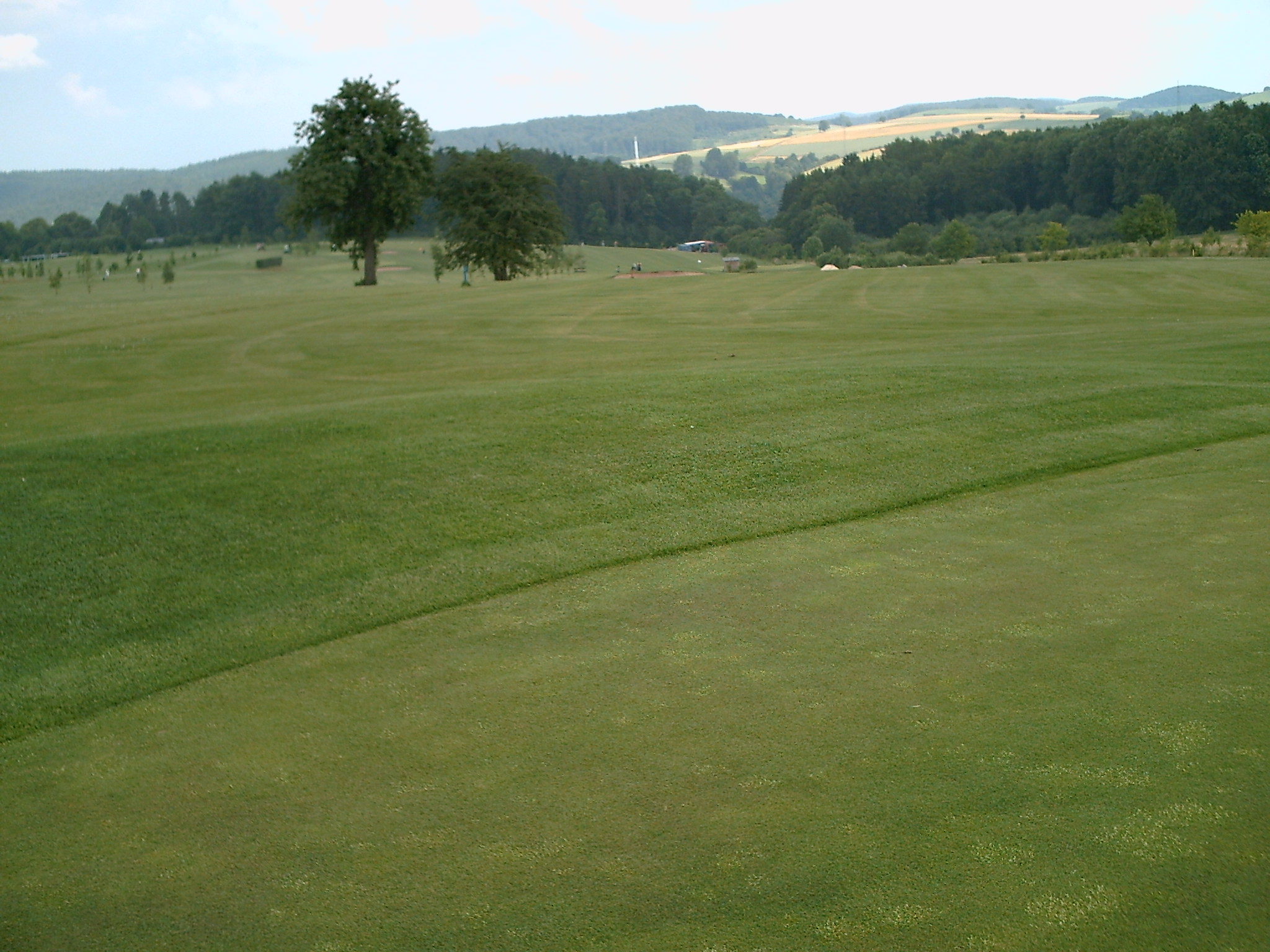
Golfplatz im Stadtteil Westheim

Im Stadtgebiet Marsbergs gibt es unter anderem über eine Dreifachturnhalle, zwei Kunstrasenplätze sowie drei Ascheplätze und zwölf Naturrasenplätze. Ferner gibt es ein Hallenbad, Tennisplätze, ein Badminton- und Tennis-Center, einen Reitplatz, eine Bogenschießanlage und eine für Turnier zugelassene Minigolf-Kombianlage Filz/Miniatur in Niedermarsberg und eine Minigolf-Anlage in Helminghausen. Außerdem ist im Stadtteil Westheim ein Golfplatz (18-Loch-Anlage sowie 6-Loch-Kurzbahnplatz) gelegen. Die Stadt ist Start- bzw. Endpunkt des Hauptwanderwegs Eggeweg des Eggegebirgsvereins sowie der Sauerland-Waldroute.

### Regelmäßige Veranstaltungen
Hochfeste in fast jedem Ortsteil sind die Schützenfeste. Wechselnde Ausrichter veranstalten einmal jährlich das Stadtschützenfest. Marsberg ist die Stadt im Hochsauerlandkreis, die als erste ein jährliches Stadtschützenfest durchgeführt hat. Hinzu kommt der Allerheiligen-Markt am dritten Wochenende im Oktober mit einem historischen Umzug am Sonntag. An den Karnevalstagen finden jährlich in den Ortschaften Beringhausen (Knospensonntag), Erlinghausen (Knospensonntag), Essentho (Knospensonntag), Giershagen (Veilchendienstag), Meerhof (Rosenmontag) und Obermarsberg (Rosenmontag) Karnevalsumzüge statt.

## Wirtschaft und Infrastruktur

### Wirtschaftsgeschichte

#### Mittelalter und Frühe Neuzeit

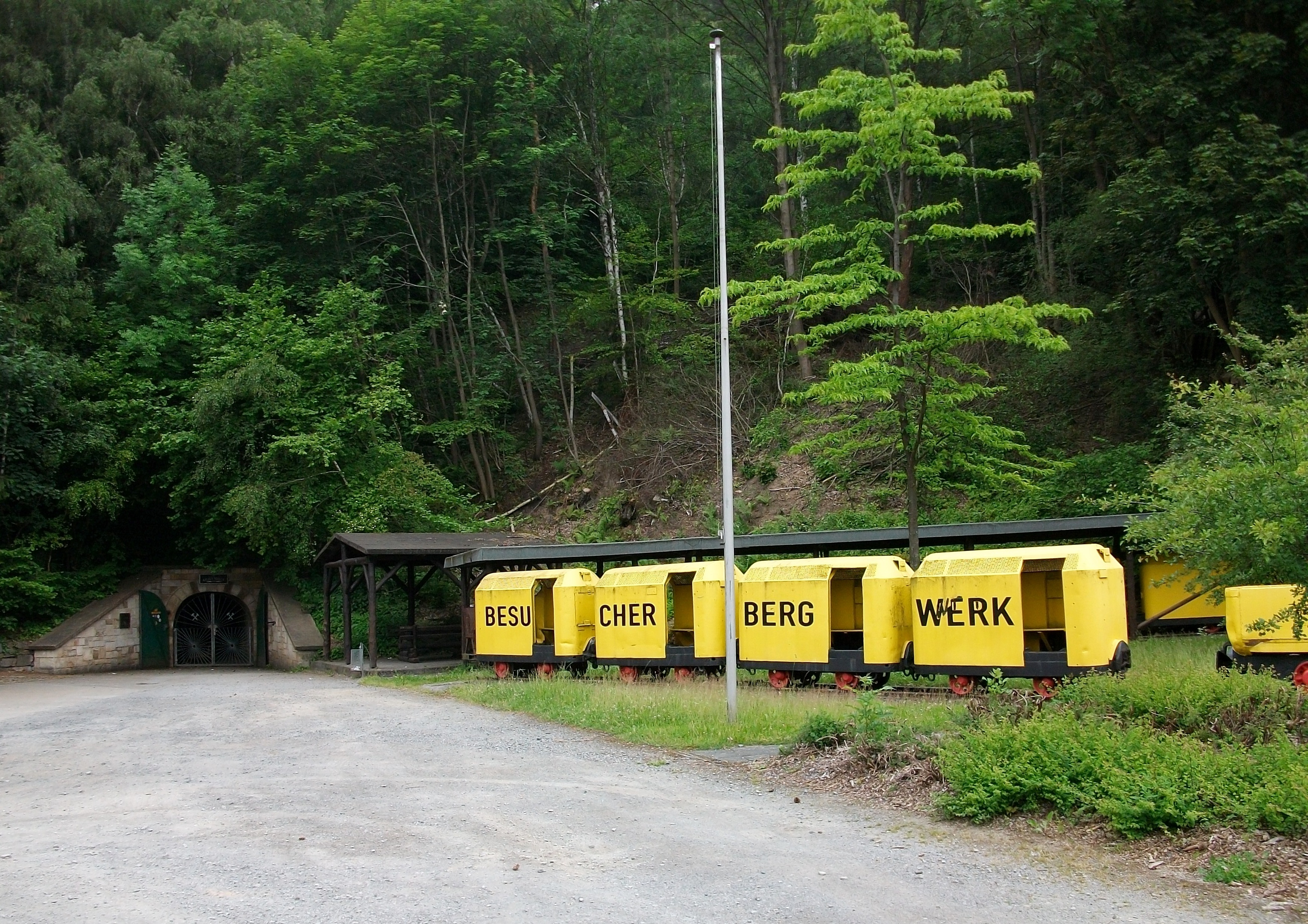
Eingang zum Kilianstollen mit Grubenbahn

Von zentraler Bedeutung für die wirtschaftliche und allgemeine Entwicklung der Stadt war der Bergbau und das weiterverarbeitende Gewerbe. Schlackereste beweisen, dass schon im 8. Jahrhundert im Gebiet der heutigen Stadt Marsberg Kupfererz abgebaut und verhüttet wurde. Kloster Bredelar wurde bereits im Mittelalter zu einem Zentrum des Bergbaus. Giershagen wurde eigens zur Ausbeutung der Eisengruben als Klosterdorf angelegt. Im Spätmittelalter beteiligten sich Kaufleute aus Marsberg am Fernhandel und die Stadt gehörte der Hanse an. Bedeutende Ausfuhrgüter waren die Produkte der Marsberger Panzerschmiede. Grundlage war die Eisenproduktion in der Nähe.
Um das 16. Jahrhundert nahm der Eisenbergbau und die Eisenverarbeitung gegenüber der Kupferproduktion an Bedeutung zu. Im 16. Jahrhundert produzierte man im Raum Marsberg neben Roheisen auch Geschütze, Kanonenkugeln, Öfen und Kaminplatten. Um 1612 gab es an den Flüssen Diemel und Glinde bei Marsberg sechs Hütten. Handelsbeziehungen bestanden bis in die Niederlande. Kaufleute aus Amsterdam erhielten 1618 ein kurfürstliches Privileg zur Herstellung von Gusswaren insbesondere von Waffen. Der Vertrieb erfolgte über die Weser. Durch die Sperrung der Weser endete im Verlauf des Dreißigjährigen Krieges dieses Engagement. Ein Niedergang des Montangewerbes setzte im Herzogtum Westfalen seit der Mitte des 17. Jahrhunderts ein. Dabei konnte sich das Montangewerbe in der Gegend von Marsberg vergleichsweise gut behaupten. Diese wurden sogar zum Ziel niederländischer Wirtschaftsspionage.
Im 18. Jahrhundert erfolgte ein Wiederaufschwung. Nach der Stilllegung der Kupfergruben bereits im späten Mittelalter wurden diese in und um Marsberg in dieser Zeit wieder aufgeschlossen. In den Eisengruben des Klosters Bredelar fanden zahlreiche Einwohner von Giershagen, Rösenbeck oder Messinghausen Beschäftigung. Dabei überstieg die Produktion der Hüttenwerke in Bredelar und Marsberg, der Eisenfrischhämmer in Beringhausen und Siedlinghausen die Eisenerzförderung, so dass auch Rohstoffe aus Waldeck und dem Dillgebiet eingeführt werden mussten.
Der Steinbruch Blome erinnert an die wirtschaftliche Blüte.
Von Bedeutung war der von der Propstei Marsberg betriebene Hopfenanbau als Grundlage des Bierbrauens. Wichtig war auch das Mühlenwesen. Die Stadt Marsberg kontrollierte ein „Mühlental“ mit zahlreichen Mühlen, von denen eine bereits im 12. Jahrhundert bestand.

#### 19./20. Jahrhundert

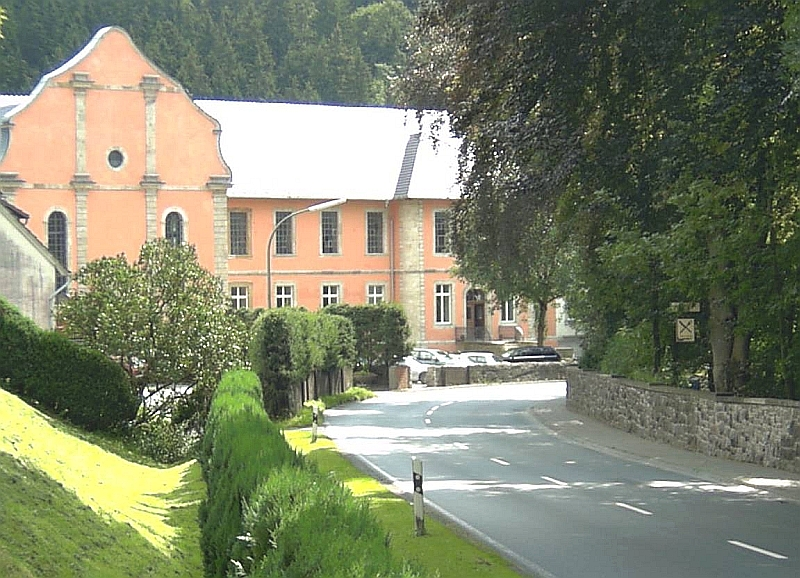
Im Kloster Bredelar wurde im 19. Jahrhundert die Theodorshütte eingerichtet

Im 19. Jahrhundert musste sich das traditionelle Montangewerbe den neuen industriellen Entwicklungen anpassen. Hinzu kam mit der Papier- und Glasproduktion neue Gewerbezweige. Ein Unternehmen aus Hemer Ebbinghausen, Ulrich&Co. gründete in Niedermarsberg auf dem Gelände eines stillgelegten Hammerwerkes in den 1830er Jahren ein modernes Papierwerk. Dieses beschäftigte 1856 immerhin 170 Personen und erzielte einen Umsatz von 100.000 Talern pro Jahr. Später spezialisierte sich das Unternehmen und war vor dem Ersten Weltkrieg einer der führenden Hersteller von feinem Briefpapier in Nordwestdeutschland.
Marsberg blieb neben Ramsbeck ein Zentrum des Bergbaus auf Buntmetalle. Die schon länger bestehende Stadtberger Gewerkschaft wurde 1872 in eine Aktiengesellschaft umgewandelt. Diese umfasste nunmehr alle Kupfergruben der Gegend. Nach einem Tiefpunkt um 1870 stieg die Produktion in den Folgejahren wieder an. Lag die Förderung von Erz 1870 nur bei 20.000 Tonnen, lag sie bereits 1880 bei 42.000 t. Die Produktion von Kupfer lag 1890 bei 735 t. Weil die Ausbeutung der bodennahen Erze erschöpft war, musste zum Tiefbau übergegangen werden. Das Unternehmen beschäftigte mehr als 200 Bergleute und 300 Hüttenarbeiter und war damit der größte Betrieb im Marsberger Raum.
Daneben erlebte die Gegend um Marsberg bis 1880 nicht zuletzt durch den Bau der Eisenbahn im Bereich der Eisenerzförderung einen erheblichen Aufschwung. In der Folge ging die Erzförderung aus konjunkturellen und strukturellen Gründen dramatisch zurück. Eine erste bedeutende Grube musste 1897 schließen, die anderen folgten in den folgenden Jahren.
Nach dem Ersten Weltkrieg ließ auch die Bedeutung der Kupferindustrie immer mehr nach. Zunächst wurde der Erzabbau eingestellt, bis während der Weltwirtschaftskrise auch die Verhüttung aufgegeben wurde. Im Zuge der Autarkiebestrebungen während der Zeit des Nationalsozialismus wurde der Kupferbergbau in Marsberg noch einmal aufgenommen. Nach dem Ende des Zweiten Weltkriegs wurde er endgültig aufgegeben. Um das Kupfer aus den mageren Erzen zu gewinnen, wurde ein spezielles Röstverfahren bei relativ niedrigen Temperaturen unter Zugabe von Salz verwendet. Die dabei anfallende rote Schlacke (Marsberger Kieselrot) wurde nach dem Krieg aufbereitet und als Belag für Sportplätze verwendet, bis man 1991 feststellte, dass diese Schlacke extrem hohe Dioxin-TEQ-Werte enthielt.

### Heutige Wirtschaftsstruktur

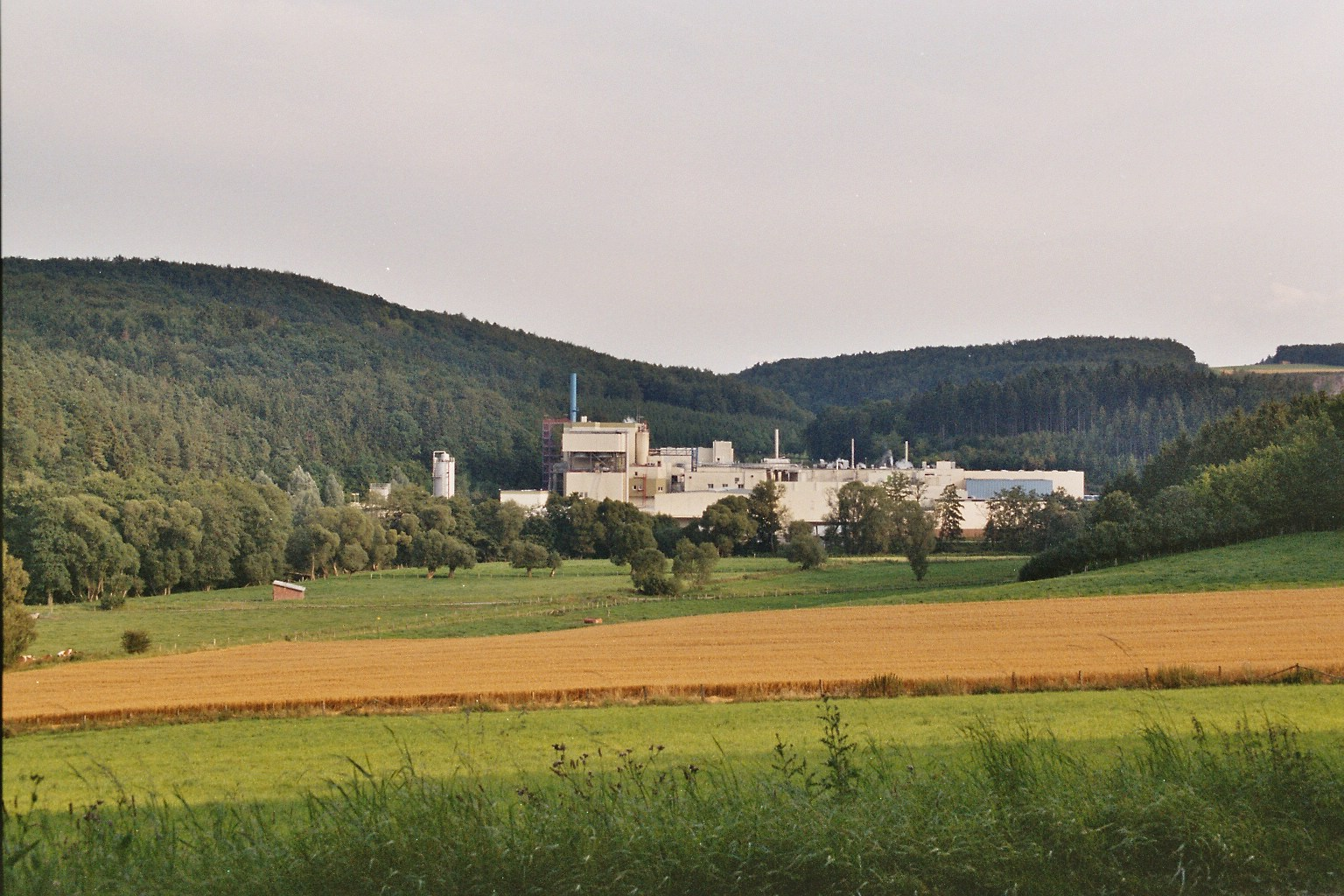
Wepa Papierfabrik in Giershagen

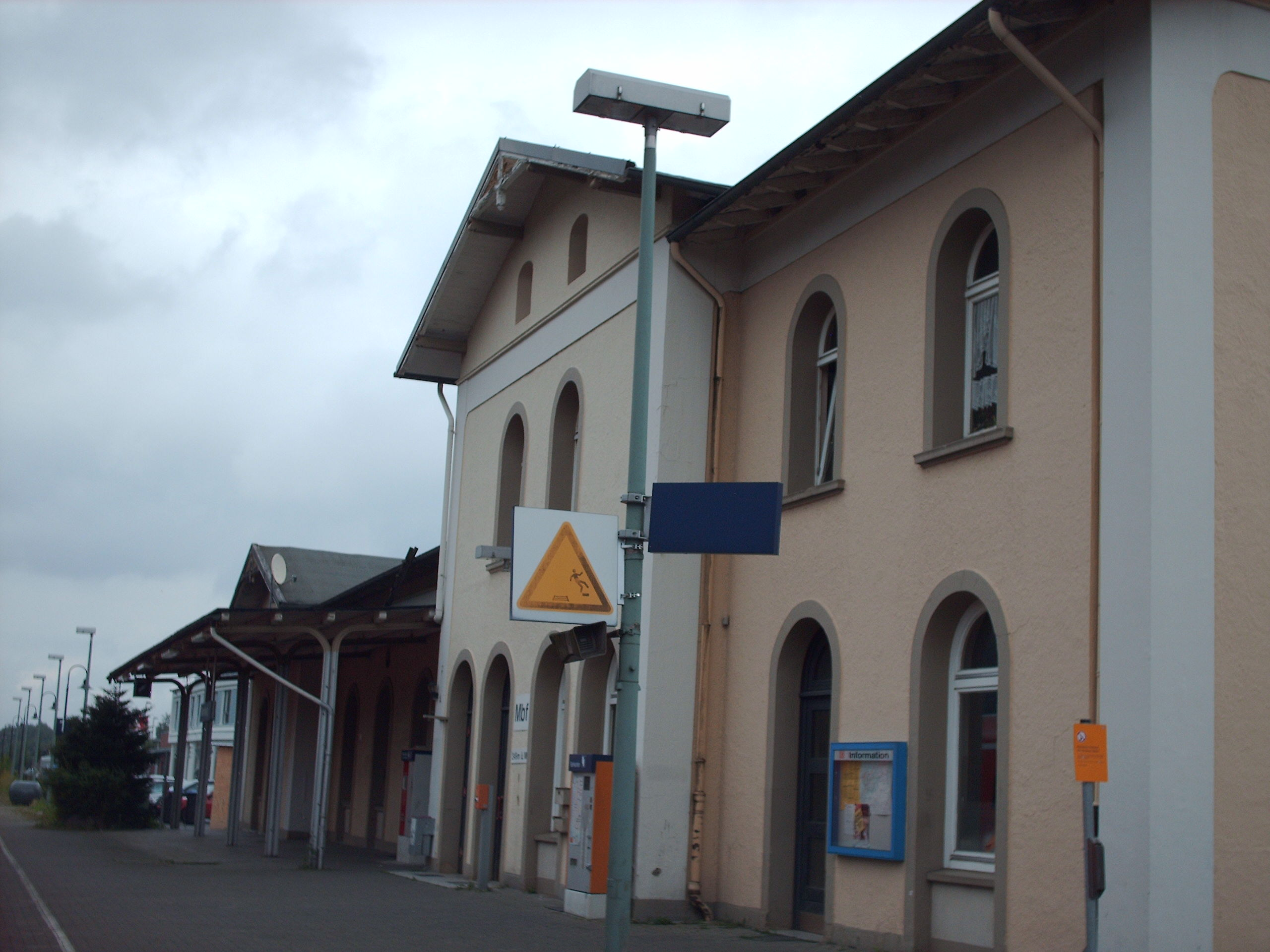
Bahnhof Marsberg

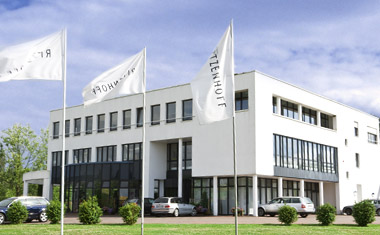
Verwaltung Ritzenhoff AG

Nach dem Ende des Bergbaus ist das produzierende Gewerbe heute überwiegend mittelständisch geprägt. Von Bedeutung ist die Glas-, Metall-, Textil-, Kunststoff-, Papier- und Holzindustrie. Von erheblicher Bedeutung ist der tertiäre Sektor im weitesten Sinne. In Marsberg ist die LWL-Klinik Marsberg für Psychiatrie angesiedelt. Dieser ist heute der größte Arbeitgeber am Ort. Wichtig ist auch der Tourismus. Von den 6523 sozialversicherungspflichtig Beschäftigten (2002) waren 2477 im verarbeitenden Gewerbe beschäftigt. Im tertiären Sektor (ohne öffentliche Verwaltung) waren 2069 Menschen, im Handel 649 und im Baugewerbe 626 Menschen tätig. Zu den überregional bekannten Unternehmen gehören die Glasfabrik Ritzenhoff AG, WEPA Hygieneprodukte GmbH und die Brauerei Westheim.

### Verkehr
Marsberg liegt an der B7. Erreichbar ist Marsberg auch über die A 44, Anschlussstelle 63 (Marsberg) oder Anschlussstelle 62 (Lichtenau).
An der Oberen Ruhrtalbahn von Hagen nach Warburg (alle zwei Stunden bis Kassel-Wilhelmshöhe) liegen Bahnhöfe in Bredelar, Marsberg und Westheim. Außerdem befindet sich an der Strecke der Haltepunkt Beringhausen.
| Linie | Verlauf | Takt                                                                             |
| ----- | --- | -------------------------------------------------------------------------------- |
| RE 17 | Sauerland-Express: Hagen Hbf – Schwerte (Ruhr) – Fröndenberg – Wickede (Ruhr) – Neheim-Hüsten – Arnsberg – Oeventrop – Freienohl – Meschede – Bestwig – Olsberg – Brilon Wald Linienast 1: – Brilon Stadt Linienast 2: – Hoppecke – Messinghausen – Beringhausen – Bredelar – Marsberg – Westheim (Westf) – Scherfede – Warburg (Westf) Linienast 3: – Willingen Stand: Fahrplanwechsel Dezember 2024 | 60 min Hagen – Brilon Stadt morgens Hagen – Warburg Clubsaison Hagen – Willingen |

Das Fernbus-Unternehmen Flixbus bietet von Marsberg aus Linienverkehr nach Winterberg und Göttingen an.

### Medien
- Sauerlandkurier
- Diemelbote
- Radio Sauerland
- Westfalenpost

### Öffentliche Einrichtungen
Die Stadt ist Sitz des Amtsgerichts Marsberg.

### Bildung & Erziehung
Städtische Kindergärten:
- Kindergarten „Wirbelwind“ Meerhof
- Städtisches Familienzentrum „Pfiffikus“ Erlinghausen
- Städtischer Bewegungskindergarten Giershagen

Kirchliche Kindergärten:
- Evangelischer Jona Kindergarten Niedermarsberg
- Katholisches Familienzentrum „Casa Magnus“ Niedermarsberg
- Katholischer Kindergarten „Haus Bethlehem“ Westheim
- Kita „Christkönig“ Bredelar
- „Sankt Markus – Der Kindergarten im Grünen“ Beringhausen

Kindergärten freier Träger
- DRK-Familienzentrum und Kindertageseinrichtung Obermarsberg
- Kindergarten „Grabenstrolche“ Essentho
- Kindergarten „Regenbogen“ Oesdorf
- Kindertagesstätte und Familienzentrum „Rennufer“ Obermarsberg

Grundschulen:
- „Egge-Diemel-Grundschule“ Westheim
- „Naturparkgrundschule“ Giershagen
- „Schule am Burghof“ Niedermarsberg

Weiterführende Schulen:
- Carolus-Magnus-Gymnasium Marsberg (Europaschule Nordrhein-Westfalen)
- Städtische Realschule Marsberg
- Städtische Hauptschule Marsberg
- Sekundarschule Marsberg

Weitere Schulen:
- Schule am Bomberg: LWL-Schule in der Klinik Marsberg

## Persönlichkeiten

### Ehrenbürger
- Johann Wilhelm Fischer (1812–1896), Richter und Heimatforscher, Ehrenbürger Obermarsberg
- Karl F. Hein, Stifter der Schützenhalle Obermarsberg, Ehrenbürger Obermarsberg

### Söhne und Töchter der Stadt
- Heinrich von Marsberg (* um 1200 im heute wüstgefallenen Mühlhausen bei Marsberg; † 1229 in Köln.) gehörte mit Jordan von Sachsen zu den ersten Brüdern des Dominikanerordens in Deutschland.
- Anna Schulten (* um 1628 in Canstein; † 8. Januar 1658 in Canstein), Opfer der Cansteiner Hexenprozesse
- Heinrich Papen (* 1644 oder 1645 in Giershagen; † 12. Dezember 1719) war ein Bildschnitzer des Barock.
- Christoph Papen (* 1. Januar 1678 in Giershagen; † 1735) war ein Bildschnitzer und Bildhauer des Barock.
- Franz Wilhelm von Spiegel zum Desenberg (* 30. Januar 1752 auf Schloss Canstein (bei Marsberg); † 6. August 1815), Landdrost und Minister.
- Ferdinand August von Spiegel zum Desenberg und Canstein (* 25. Dezember 1764 auf Schloss Canstein bei Marsberg in Westfalen; † 2. August 1835 in Köln), von 1824 bis 1835 Erzbischof des Erzbistums Köln
- Hugo von Ritgen (* 3. März 1811 in Stadtberge; † 31. Juli 1889 in Gießen), Architekt und Hochschullehrer.
- Hermann Gerlach (* 21. April 1833 in Niedermarsberg; † 31. Juli 1886 in Ischl), Kanonist
- Heinrich Heide (* 24. Dezember 1846 in Obermarsberg; † 13. Dezember 1931 in New York), war ein deutsch-amerikanischer Unternehmer.
- Joseph Wenzel Kinold (* 8. Juli 1871 in Giershagen; † 22. Mai 1952 in Sapporo), Bischof in Sapporo
- Rosa Buchthal (* 31. Juli 1874 in Marsberg; † 31. Dezember 1958 in Amsterdam), Politikerin (DDP) und Frauenrechtlerin
- Augustinus Philipp Baumann (* 9. Dezember 1881 in Niedermarsberg; † 20. Februar 1953), Weihbischof in Paderborn
- Anton Scholand (* 21. August 1890 in Giershagen; † 23. August 1973 in Miesburg), Heimatforscher
- Bertram Biederbeck (* 21. September 1924 in Niedermarsberg; † 24. Dezember 2006), Landrat und Bürgermeister von Marsberg
- Alexander von Elverfeldt (* 19. März 1929 in Niedermarsberg; † 24. August 2018 in Canstein), Land- und Forstwirt sowie Verbandsfunktionär und Autor
- Herbert Wiesner (* 19. März 1937), Literaturwissenschaftler und Literaturkritiker
- Gerhard Schneider (* 11. Dezember 1938 in Marsberg), Sammler verfemter Kunst und Stiftungsgründer
- Ilona Weber (* 5. Juni 1945 in Niedermarsberg), Fotografin, Fotokünstlerin und Objektkünstlerin
- Hermann Köhler (* 12. Januar 1950 in Niedermarsberg), Leichtathlet und Olympiateilnehmer
- Franz-Joseph Bartmann (* 27. Juli 1950 in Giershagen), Chirurg
- Heinz Peters (* 16. März 1951 in Niedermarsberg), Diplomat
- Graziella Drößler (* 6. April 1953 in Niedermarsberg; † 23. Dezember 2023 in Wuppertal), Malerin
- Karl Peter Brendel (* 23. Januar 1955 in Niedermarsberg), war MdL in NRW, 2005 bis 2010 Staatssekretär im nordrhein-westfälischen Innenministerium
- Rudolf Stöber (* 1959 in Marsberg), Kommunikationswissenschaftler und Hochschullehrer
- Hans-Joachim Watzke (* 21. Juni 1959 in Marsberg-Erlinghausen), Geschäftsführer der Borussia Dortmund GmbH & Co. KGaA
- Hubertus Klenner (* 7. Oktober 1959 in Marsberg), Bürgermeister von Marsberg 2004–2014
- Ferdinand M. Gerlach (* 8. Februar 1961 in Marsberg), Wissenschaftler und Arzt, Präsident der DEGAM.
- Peter Lohmeyer (* 22. Januar 1962 in Niedermarsberg), Schauspieler
- Michael Sieweke (* 1963 in Marsberg), Immunologe
- Markus Koch (* 13. Februar 1963 in Niedermarsberg), Footballspieler
- Burkhard Lischka (* 1. Februar 1965 in Marsberg), Politiker (SPD)
- Matthias Amen (* 2. März 1965 in Marsberg), Wirtschaftswissenschaftler und Hochschullehrer
- Peter Alois Kuhlmann (* 24. Mai 1965 in Marsberg), Altphilologe
- Thomas Menzel (* 22. Oktober 1967 in Marsberg), Slawist
- Marc Walter (* 12. Mai 1971 in Marsberg), Arzt für Psychiatrie, Psychosomatische Medizin und Psychotherapie
- Lissy Ishag (* 22. Januar 1979), Fernsehmoderatorin
- Christian Vogel (* 1981 in Marsberg), Fernsehjournalist, Drehbuchautor und Filmregisseur
- Fabian Lamotte (* 25. Februar 1983 in Marsberg), Fußballspieler
- Claudia Kalin (* 7. September 1992 in Marsberg), Fußballspielerin